# Venus Williams
 (juin 2024).
- Si vous ne connaissez pas le sujet, laissez ce bandeau (vous pouvez alors contacter les auteurs).
- Si vous supprimez le contenu mis en cause (vous pouvez préalablement contacter les auteurs),

argumentez précisément cette suppression dans la page de discussion
(un manque de référence n'est pas un argument ; une recherche réelle de référence doit avoir été effectuée, être formellement documentée).
 (juin 2024).
Ne pas confondre avec Serena Williams, sa sœur cadette, également joueuse de tennis.
Venus Williams, née le 17 juin 1980 à Lynwood (Californie), est une joueuse de tennis américaine, professionnelle sur le circuit WTA depuis 1994.

## Biographie

### Enfance et formation
Venus Ebony Starr Williams nait à Lynwood, quinze mois avant sa sœur Serena, dans une famille de cinq enfants.
Issue avec sa sœur cadette Serena Williams d'une famille pauvre du quartier défavorisé et sensible de Compton, à Los Angeles, elle est entraînée par leur père, Richard Williams, qui souhaite les sortir de leur condition sociale. Il commence alors à les entraîner personnellement dès l'enfance sur un terrain de tennis délabré. En 1990, la famille déménage à West Palm Beach, en Floride, pour intégrer l'académie de Rick Macci.

D'après Rick Macci :
J’ai vu quelque chose chez ces deux petites filles. Ça ressemblait à de la rage, à un feu intérieur, elles pouvaient tout encaisser. Elles couraient après toutes les balles, le nez au ras du sol, c’était complètement dingue. Alors j’ai dit à Richard, écoute : 'Tu as la prochaine Michael Jordan entre les mains. Il a posé sa main sur mon épaule : 'Non frère, les deux prochaines.
Alors que Venus a 11 ans et domine le circuit junior des moins de 12 ans de la Fédération américaine avec un ratio de 63 victoires pour 0 défaite, Richard Williams prend la décision de ne plus envoyer ses filles disputer des compétitions junior pour qu'elles puissent se concentrer sur leur scolarité et sur leurs entraînements quotidiens au sein de l'Académie. En 1995, la famille quitte l'Académie de Rick Macci. Richard et Oracene Williams deviennent alors les entraîneurs exclusifs de leurs filles.

### Carrière
Venus Williams est souvent considérée comme la joueuse de tennis ayant eu le service le plus puissant de l'histoire.
En tant que membre de longue date du conseil des joueuses de la WTA, Venus Williams s'est également illustrée par ses prises de positions en faveur de la justice sociale, en particulier pour la parité de prize money pour les joueurs et les joueuses de tennis.

#### 1994 à 1996: Débuts professionnels
Âgée de 14 ans, Venus Williams joue son premier tournoi professionnel. Au premier tour, elle bat sa compatriote Shaun Stafford avant de s'incliner en trois sets contre l'Espagnole Arantxa Sánchez Vicario, qui deviendra numéro 1 mondiale trois mois plus tard.

#### 1997: Première finale de Grand Chelem à l'US Open
Elle commence sa saison au tournoi d'Indian Wells en tant que qualifiée. Elle passe Ai Sugiyama en trois set et la tête de série no 5 Iva Majoli (7-5, 3-6, 7-5) pour s'aventurer en quart de finale, où elle perd en trois sets accrochés face à la tête de série no 4 Lindsay Davenport (4-6, 7-5, 61-7).
En septembre à l'US Open, elle atteint à 17 ans sa première finale en Grand Chelem. En battant sur son parcours la tête de série no 8 Anke Huber (6-3, 6-4) au troisième tour, puis Joannette Kruger en huitième et la Française Sandrine Testud (7-5, 7-5) en quart. Dans le dernier carré, elle vient à bout de la Roumaine Irina Spîrlea tête de série no 11 (7-65, 4-6, 7-67) dans un match marathon qui restera tristement célèbre pour une bousculade entre les deux joueuses lors d'un changement de côté,. Le 7 septembre 1997, elle perd ensuite en finale contre la Suissesse Martina Hingis (0-6, 4-6), no 1 mondiale, dans la finale la plus jeune de l’histoire en Grand Chelem et de l’ère Open, et devient la première joueuse non tête de série à atteindre la finale de l'US Open.
Enfin au tournoi de Zurich un mois après Flushing Meadows, Venus passe les qualifications puis bat au premier tour Ruxandra Dragomir, avant de profiter d'un forfait de Anke Huber et de perdre sèchement (0-6, 4-6) en quart contre Lindsay Davenport.

#### 1998 à 1999: Fin de la saison dans le top 5 et victoire en Fed Cup
Venus s'est imposée face à sa sœur cadette Serena Williams dans douze de leurs trente-et-une confrontations sur le circuit depuis 1998.

#### 2000 à 2001: Apogée de sa carrière, doublé Wimbledon/US Open et Jeux olympiques
Venus commence son année en mai au tournoi de Hambourg en tant que tête de série numéro 2, éliminée en quart par Amanda Coetzer. Puis à Roland-Garros elle réalise un tournoi honorable avec un quart de finale, en battant notamment Émilie Loit et Anke Huber, mais perdant contre l'Espagnole Arantxa Sánchez (0-6, 6-1, 2-6).
Lors de la saison 2000, Venus Williams remporte ses deux premières victoires en Grand-Chelem, triomphant en finale à Wimbledon et à l’US Open face à sa compatriote Lindsay Davenport.
Sur herbe, Venus impressionne au tournoi de Wimbledon. Elle arrive en quart de finale sans avoir perdu le moindre set, battant par la suite la Suissesse no 1 mondiale Martina Hingis (6-3, 4-6, 6-4) dans un grand match. Dans le dernier carré, elle affronte sa sœur Serena alors 8e mondiale, dans un match qu'elle remporte (6-2, 7-63) pour disputer sa deuxième finale de Grand Chelem, la première à Wimbledon. En finale, elle affronte une autre compatriote, la no 2 mondiale Lindsay Davenport, qu'elle bat (6-3, 7-63), remportant ainsi son premier tournoi du Grand Chelem à tout juste 20 ans.
Par la suite, elle aligne les victoires (35 victoires consécutives en comptant Wimbledon) et les finales, enlevant cinq titres consécutivement. Elle remporte le tournoi de Stanford en battant de nouveau Lindsay Davenport en finale (6-1, 6-4), puis le tournoi de San Diego, avec des victoires convaincantes sur Conchita Martínez (6-3, 6-0), 6e mondiale, en quarts, puis sur Monica Seles, 5e mondiale, en finale (6-0, 63-7, 6-3). Une semaine avant la dernière levée du Grand Chelem, elle s’adjuge le tournoi de New Haven, au détriment une fois encore de Monica Seles en finale (6-2, 6-4).
Tête de série numéro 3 à l'US Open, elle progresse sans encombre jusqu'en quarts de finale, où elle est accrochée par la Française Nathalie Tauziat (6-4, 1-6, 6-1). Dans le dernier carré, elle affronte la no 1 mondiale, la Suissesse Martina Hingis, qu’elle bat (4-6, 6-3, 7-5) de nouveau, comme à Wimbledon. Elle se qualifie ainsi pour sa deuxième finale à Flushing Meadows après celle perdue en 1997. En finale, elle fait face encore une fois à la no 2 mondiale Lindsay Davenport, qu'elle réussit à vaincre (6-4, 7-5), remportant son deuxième Grand Chelem de sa saison et de sa carrière. Pour les Jeux olympiques, elle réussit une superbe performance : tout d'abord en simple, où, tête de série numéro 2, elle passe facilement ses premiers tours jusqu’à arriver en quarts de finale. Elle y retrouve Arantxa Sánchez, dernière joueuse à l’avoir battue en Grand Chelem, contre qui elle parvient à prendre sa revanche (3-6, 6-2, 6-4). En demi-finale, elle dispose en trois sets assez décousus (6-1, 4-6, 6-3) de la tête de série numéro 3, sa compatriote Monica Seles, s’assurant ainsi de monter sur son premier podium olympique. Lors du match pour la médaille d’or, Venus Williams dispose sans trop de difficulté de la jeune Russe Elena Dementieva (6-2, 6-4) pour devenir championne olympique de tennis en simple dames, et ce le jour du dix-neuvième anniversaire de sa cadette, Serena. Les célébrations devront toutefois attendre vingt-quatre heures, encore, car le parcours de Venus aux Jeux de Sydney n’est pas tout à fait terminé. Il lui reste en effet un ultime match à jouer : la finale du  double dames, qui se tient dès le lendemain, et qu’elle disputera aux côtés de Serena. Au vu de leurs victoires express en quart de finale — sur la paire française et tête de série numéro 1 composée de Julie Halard et d’Amélie Mauresmo (6-3, 6-2) – et en demi-finale — sur les Belges Els Callens et Dominique Van Roost (6-4, 6-1) –, les sœurs Williams font figure de grandes favorites au titre. La finale ne vient que confirmer l’impression de facilité suscitée par les deux jeunes Américaines tout au long de la quinzaine. Venus et Serena ne laissent pas la moindre chance à la paire néerlandaise composée de Kristie Boogert et de Miriam Oremans, qu’elles expédient en à peine 49 minutes sur un sévère 6-1, 6-1. Venus est sacrée championne olympique pour la deuxième fois en deux jours, avec sa sœur cette fois-ci. Elle est la première joueuse à remporter le tournoi olympique en simple et en double depuis Helen Wills aux Jeux de Paris en 1924— édition qui, pour l’anecdote, avait vu le double mixte être remporté, côté masculin, par l’Américain Richard Williams, homonyme du père de Venus.
Pour son dernier tournoi de l'année, elle joue à Linz parvenant sans trop de difficulté en finale, mais perdra contre Lindsay Davenport (4-6, 6-3, 2-6), marquant ainsi la fin de sa série de victoires consécutives depuis Wimbledon. À cause d'une maladie virale, Venus est obligée de mettre fin à sa saison, et de ne pas prendre part au Masters de New York.
Elle commence la saison 2001 à l'Open d'Australie, où elle sort notamment Amélie Mauresmo (6-2, 3-6, 6-3) en huitièmes et la 12e mondiale Amanda Coetzer (2-6, 6-1, 8-6) en quarts au terme d'un match haletant. Qualifiée pour les demi-finales, elle est battue sèchement (1-6, 1-6) par la no 1 mondiale Martina Hingis.
Au tournoi d'Indian Wells, elle qualifie en demi-finale, après avoir battu Elena Dementieva (6-0, 6-3) en quarts de finale, mais elle déclare forfait sur blessure quelques minutes avant le début du match contre sa sœur Serena, provoquant l'incompréhension et la colère du public mais aussi des organisateurs. Le lendemain, lors de la finale opposant Serena Williams à Kim Clijsters, la famille Williams se fait huer pendant tout le match dans les travées du stade et sur le court, Richard Williams affirmant avoir été l'objet d'insultes racistes. Serena comme Venus jurèrent haut et fort, de ne plus jamais remettre les pieds dans ce tournoi en raison du « racisme » ambiant, selon les propres dires des deux joueuses,. Après cet incident, elle participe tout de même au tournoi de Miami qu'elle remporte en battant Jelena Dokić en quarts, elle vainc la no 1 mondiale Martina Hingis, (6-3, 7-66) en demi-finale et Jennifer Capriati (4-6, 6-1, 7-64) en finale dans un match tendu se terminant sur le fil. Elle décroche ainsi son 16e titre en carrière et le troisième à Miami.
Début de la terre battue, elle remporte le tournoi de Hambourg sans perdre un set. À Berlin et à Roland-Garros, elle est éliminée prématurément respectivement par la jeune Justine Henin et par Barbara Schett, réalisant deux contre-performances sur une surface qui lui correspond moins.
Elle aborde ensuite Wimbledon en tant que tête de série numéro 2. Elle écarte ses adversaires dont Nathalie Tauziat en quarts (7-5, 6-1) pour se qualifier facilement jusqu'en demi-finale sans perdre un set. En demi-finale, elle vient à bout de sa compatriote la no 3 mondiale Lindsay Davenport (6-2, 61-7, 6-1), pour retrouver en finale la Belge Justine Henin 9e mondiale, qu'elle bat (6-1, 3-6, 6-0) lors d'un match totalement décousu, pour conserver son titre.
Après cela, Venus conserve ses titres à San Diego en battant notamment Tauziat, Davenport et Monica Seles (3 top 10) le tout en deux sets, et à New Haven en battant Capriati et Davenport en deux sets à chaque fois. Enfin à l'US Open, elle se qualifie facilement lors des premiers tours et retrouve en quarts Kim Clijsters 5e mondiale qu'elle bat facilement (6-3, 6-1). Par la suite, elle écarte en demi-finale sa compatriote Jennifer Capriati (6-4, 6-2) no 2 mondiale, et enfin en finale sa sœur Serena (6-2, 6-4) alors 10e mondiale. Elle parvient à défendre avec succès son titre sans perdre un set,,.
Elle remporte une médaille d’or aux Jeux olympiques de Sydney.
La rencontre entre elle et sa sœur Serena en finale de l'US Open 2001 est la première finale de Grand Chelem de l'ère Open à voir s'affronter deux sœurs.

### 2002 à 2003: Nouvel entraîneur
En 2002, l'ancien joueur américain David Witt devient l'un des sparring partners attitrés des sœurs Williams, avant de devenir le coach principal de Venus Williams pendant 12 saisons de 2007 à 2018.
Numéro un mondiale pour la première fois le 25 février 2002, et première joueuse noire de l'histoire à atteindre ce rang, quelques mois avant sa sœur cadette Serena Williams, Venus Williams a remporté 49 titres en simple et 22 en double dames.
Les deux sœurs s'affrontent dans quatre finales de Grand Chelem consécutives en 2002 et 2003.

### 2004: Année «sans éclat» et retour de justesse dans le Top 10
Venus Williams et Chanda Rubin se sont rencontrées pour la deuxième fois à l’US Open au troisième tour de 2004. Après que Rubin ait remporté leur premier match en carrière, à Amelia Island, en Floride, en 1997, Williams a remporté huit victoires dans les huit suivants, dont quatre au niveau du Grand Chelem.
Contrainte de déclarer forfait avant son deuxième match au tournoi de Tokyo, elle participe au tournoi de Dubai. Elle domine pour son premier match Alicia Molik mais perd dès le tour suivant très sèchement face à Svetlana Kuznetsova en deux petits sets (6-2, 6-3), en commettant pas moins de 35 fautes directes dans ce match. Venus avouera après cette rencontre avoir "évolué très loin de son meilleur niveau".
Comme chaque année depuis 2001, et au même titre que sa sœur Serena, Venus boude le tournoi d'Indian Wells, et retrouve les courts de Miami. Après trois premiers tours globalement maîtrisés, elle retrouve en quart de finale Elena Dementieva. Menée largement dans les 2 premiers sets 6-3, 5-4 (service à suivre), elle s'arrache et parvient à remporter le second 7-5. Bien partie dans le troisième set, 2-0, puis 4-1, elle ne parvient cependant pas à garder son avance, trahie par ses nombreuses fautes directes. Elle s'incline finalement en trois sets 6-3, 5-7, 7-6(4), mais laisse entrevoir de meilleures perspectives pour la suite de sa saison.
Venus Williams reprend le chemin des courts dès le tournoi de Charleston. Après avoir été accrochée au premier tour par sa compatriote Samantha Reeves, elle déroule ensuite jusqu'en finale où Conchita Martinez l'attend. Après un premier set totalement raté, elle se reprend et remporte finalement le titre après 15 mois de disette.
Plus forte mentalement et consistante[pas clair] physiquement, elle enchaîne deux matchs de FED CUP (facilement remportés), puis avec le Tournoi de Varsovie. Finaliste l'an dernier (contrainte à l'abandon), elle prend le meilleur en demi-finale face à la Russe Vera Zvonareva (qu'il l'avait éliminée à la surprise générale l'année précédente en 1/8 de finale de Roland-Garros), puis prend sa revanche en finale sur Svetlana Kuznetsova en deux sets (6-1, 6-4).
Au Tournoi de Berlin, elle obtient une victoire en 1/4 sur Paola Suarez, Venus affronte en 1/2 Karolina Sprem. Cette dernière joue crânement sa chance et mène 6/2 puis 3-2 avant de finalement céder du terrain progressivement. Venus Williams remporte finalement ce match 2-6, 6-3, 6-4 non s'en s'être tordue la cheville à 5-4 30-15 en sa faveur dans le troisième set. Insuffisamment remise, elle déclare forfait le lendemain avant même le début de sa rencontre face à la française Amélie Mauresmo, qui met fin à une série de 15 matchs (fed cup compris) gagnés consécutivement depuis Miami.
Venus retrouve au mois de mai le tournoi de Roland-Garros. Sur sa lancée de son printemps faste, elle remporte facilement ses matchs avec notamment une belle victoire au 3e tour face à Marie Pierce, expédiée 6-3, 6-1 en à peine plus d'une heure. Son parcours s'arrête brutalement en 1/4 de finale face à la Russe Anastasia Myiskina, future vainqueur du tournoi face à sa compatriote Elena Dementieva.
De retour dans le Top 5, Venus affiche ses ambitions au tournoi de Wimbledon qui lui a si souvent réussi. Malheureusement, Venus s'éclipse dès le 2e tour face à une récente connaissance en la personne de Karolina Sprem, déchaînée, qui s'impose en deux sets 7-6, 7-6 après un excellent match de la part des deux joueuses.
Absente des courts, de juillet à novembre 2003, Venus Williams compte bien capitaliser cette année pour revenir progressivement parmi les toutes meilleures. Finaliste à Standford, finale perdue de justesse (7-6, 5-7, 7-6) face à Lindsey Davenport, Venus s'incline également en 1/2 la semaine suivante au Tournoi de Los Angeles sur abandon face à cette même joueuse 7-5, 2-0 (non sans avoir mené 5-0 dans le premier set) Venus se présente par la suite aux JO d'Athènes en tant que tenante du titre. Après deux premiers tours de mise en jambe, Venus est victime du regain de forme de Mary Pierce en 1/8 de finale et s'incline en deux petits sets 6-4, 6-4.
Venus se présente fin août pour la dernière levée du Grand Chelem à New York où un 1/8e potentiel l'attend face à sa compatriote Lindsay Davenport. Peu souveraine, et loin de son meilleur niveau, Venus parvient tant bien que mal à se hisser en 1/8e mais s'incline logiquement face à Lindsay Davenport en deux sets 7-5, 6-4.
Fin de saison mitigée pour Venus qui s'incline à l'automne en 1/4 de finale des trois tournois auxquels elle participe, Moscou (Elena Bovina), Zurich (Maria Sharapova, récente vainqueure de Wimbledon) et Philadelphie (Amélie Mauresmo, sur le terrain cette fois !).
Venus Williams termine sa saison in-extremis dans le top 10 (9e) et affiche un bilan de 44 victoires pour 12 défaites avec deux titres remportés (Charleston et Varsovie) et deux finales perdues (Berlin et Standford).

### 2005 à 2007:3eet4etitres à Wimbledon
Venus Williams commence cette année directement par un titre au tournoi de Memphis se déroulant à la fin février alors redescendu à la 54e place mondiale. Elle bat facilement la tête de série numéro 1, Shahar Peer (6-1, 6-1) en finale.
En mars à l'Open de Miami, elle bat la tête de série numéro 29 Maria Kirilenko, (6-3, 6-3) mais perd au tour suivant, lors du troisième tour contre Maria Sharapova, (6-2, 2-6, 5-7) dans un match bien accroché.

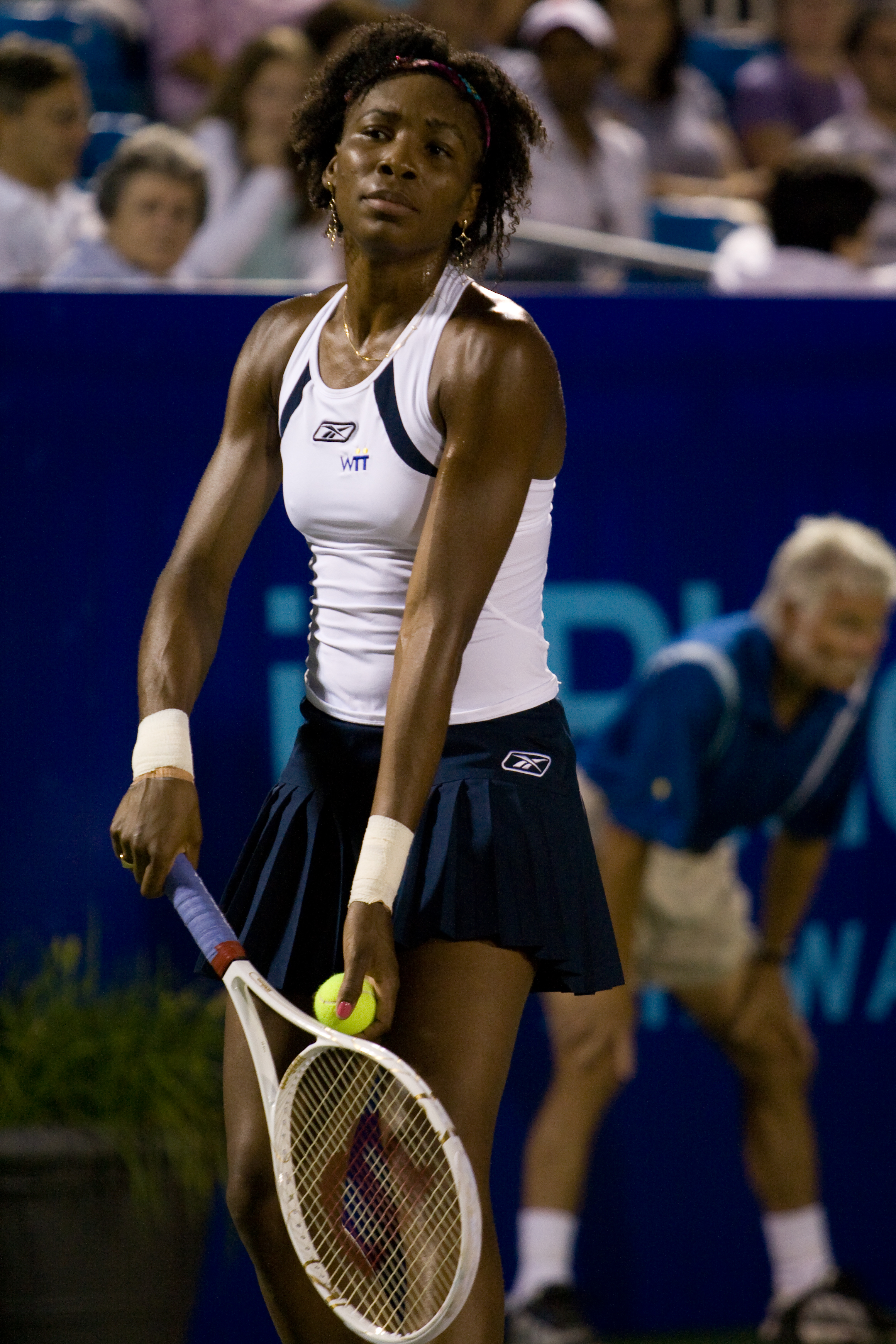
Venus Williams en 2007.

Sur terre battue, elle réalise une demi-finale à Charleston en ne perdant aucune manche, perdant seulement contre la future lauréate, la Serbe Jelena Janković (6-3, 3-6, 65-7). Enfin elle fait un troisième tour à Roland-Garros, perdant contre la 5e mondiale Jelena Janković, (4-6, 6-4, 1-6) en 1 h 53 qui l'avait déjà battue il y a quelques semaines.
Elle commence la tournée du gazon, avec le tournoi de Wimbledon en tant que 31e mondiale. Elle rebondit à ce tournoi mais en éprouvant quelques de difficultés sur certains matchs comme face à Alla Kudryavtseva (2-6, 6-3, 7-5) au premier tour, puis Akiko Morigami (6-2, 3-6, 7-5) au troisième tour, avant de pulvériser en huitième, la 2e mondiale Maria Sharapova, (6-1, 6-3). Puis domine également une autre Russe, la 5e mondiale Svetlana Kuznetsova, (6-3, 6-4) pour se qualifier ainsi pour le dernier carré. En demie, elle bat à nouveau en deux sets (6-2, 6-4) la Serbe Ana Ivanović alors 6e mondiale pour rallier facilement la finale. Dans un match et où elle aura dominée globalement le tournoi, face à la Française Marion Bartoli 19e mondiale (disputant sa première finale en Grand Chelem), (6-4, 6-1) en une heure et demie et remporter son quatrième Wimbledon en carrière. L'Américaine devient la vainqueur la moins bien classée de toute l'histoire du tournoi.
Pour la dernière lévée du Grand Chelem à l'US Open alors tête de série numéro 12. Elle bat facilement ses trois premières adversaires sans perdre de set, puis bat les Serbes coup sur coup, d'abord la 5e mondiale Ana Ivanović (6-4, 6-2) facilement et en quart la 3e mondiale Jelena Janković (4-6, 6-1, 7-64) beaucoup plus difficilement lui permettant de rallier le dernier carré. Elle perd contre la no 1 mondiale Justine Henin, (62-7, 4-6) qui sera la future lauréate.
En fin de saison, elle enchaîne les victoires avec d'abord une victoire à Séoul en battant en finale Maria Kirilenko en trois sets. Puis une finale à Tokyo en explosant ses adversaires, mais perdant à la surprise du public contre la Française Virginie Razzano (6-4, 67-7, 4-6) alors pourtant tête de série numéro 1.
En 2006, elle publie un éditorial dans le Times où elle accuse Wimbledon d'« être du mauvais côté de l'Histoire ». Son contenu sera évoqué au Parlement britannique lors d'un débat sur la parité salariale et son retentissement achèvera de convaincre les organisateurs de Wimbledon d'accorder la même dotation financière aux hommes et aux femmes à partir de 2007.

### 2008: Dernière victoire en Grand Chelem à Wimbledon et unique victoire aux Masters, or olympique en double
Au tournoi exhibition de Hong Kong, l'Américaine s'impose en simple face à Maria Sharapova et en double avec sa partenaire Caroline Wozniacki, face à la paire Elena Dementieva/Michelle Larcher de Brito.
En simple de l'Open d'Australie, Venus passe néanmoins les premiers tours non sans quelques difficultés. En huitièmes de finale, elle élimine la Polonaise Marta Domachowska avant de s'incliner en quart de finale contre Ana Ivanović (63-7, 4-6). En double associée à sa sœur, elle échoue en quart de finale, éliminée par la paire chinoise Yan Zi et Zheng Jie.
En février, elle s'incline dès le troisième tour du tournoi de Doha, battue par la joueuse slovaque Dominika Cibulková, 45e joueuse mondiale.
Elle réalise deux quarts à Miami battue par Svetlana Kuznetsova (4-6, 4-6), et Rome contre Jelena Janković (7-5, 2-6, 3-6).

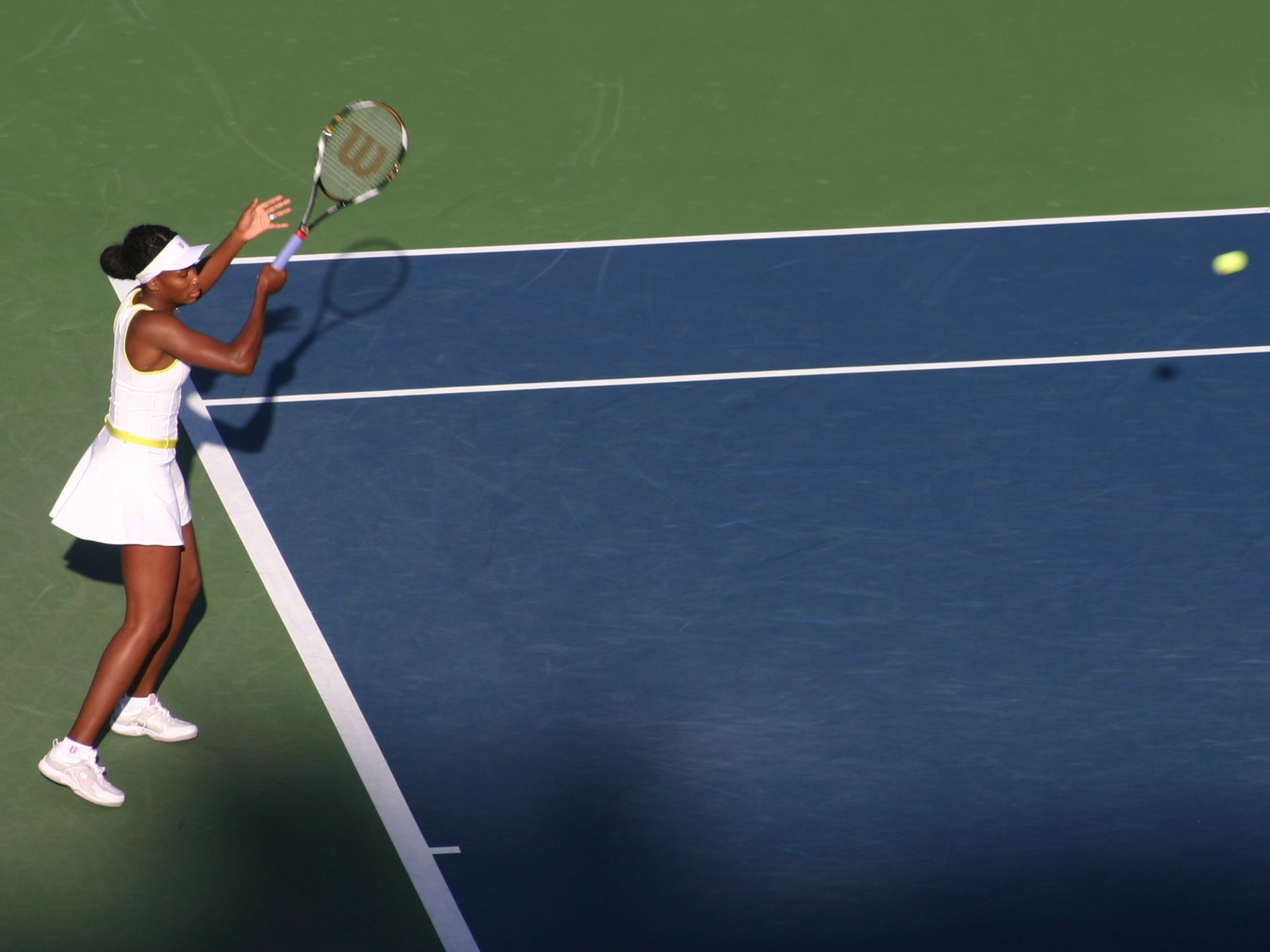
Venus Williams à l'US Open en 2008.

Lors du tournoi de Wimbledon, Venus Williams et sa sœur cadette Serena se retrouvent une nouvelle fois en finale. Battant sur son parcours pour en arriver là : Tamarine Tanasugarn (6-4, 6-3) en quart et la 5e mondiale Elena Dementieva (6-1, 7-63),. Venus l'emporte 7-5, 6-4. C'est sa 7e finale en 9 éditions et son 5e succès. Depuis l'an 2000, elle n'a manqué la finale de Wimbledon qu'à deux reprises, en 2004 et 2006. Avec sa sœur, elle remporte également la finale du double,.
Aux Jeux olympiques, en double avec sa sœur, Venus remporte l'or à l'issue d'une finale à sens unique (6-2, 6-0), face à la paire espagnole composée de Anabel Medina Garrigues et de Virginia Ruano Pascual.
En septembre, à Flushing Meadows, Venus Williams passe les premiers tours sans aucune difficulté, ne restant que très peu de temps sur les courts. En quart de finale, elle affronte sa sœur cadette Serena pour la 17e fois de sa carrière et s'incline sur le score très serré de 66-7, 67-7 après avoir mené dans chacun des sets, Serena étant revenue de l'arrière et l'ayant poussée au tie-break.
Elle participe ensuite au tournoi de Stuttgart où elle élimine aisément Dinara Safina en quarts de finale (6-4, 6-2) mais elle tombe en demi-finale face à Jelena Janković (7-68, 5-7, 2-6). La semaine suivante, elle participe au tournoi de Moscou, éliminée au premier tour par Flavia Pennetta (4-6, 6-2, 4-6). Elle enchaîne la semaine suivante encore avec le tournoi de Zürich, où elle élimine en demi-finales une Ana Ivanović en net regain de forme sur le score de 4-6, 6-3, 6-4. Elle accède donc à la finale du tournoi neuf ans après son dernier sacre (1999). Elle est opposée à Flavia Pennetta, qui l'avait éliminée la semaine précédente à Moscou et qui venait de battre la numéro un mondiale Jelena Janković au premier tour. Finalement, elle s'impose 7-61, 6-2 et remporte son trente-huitième tournoi.
Par la même occasion, elle assure sa place aux Masters de Doha. Le tirage au sort la place dans le groupe marron, aux côtés de sa cadette, Safina et Dementieva. Elle gagne son premier match contre Dinara Safina sur le score de 7-5, 6-3, en sauvant deux balles de première manche alors qu'elle était menée 5-2. Le lendemain, elle rencontre Elena Dementieva qu'elle sort difficilement en trois manches (6-4, 4-6, 6-3). Elle joue son dernier match de poule contre sa sœur alors qu'elle est déjà pratiquement qualifiée pour les demi-finales. Elle concède le premier set 7-5 avant de finir son match en trombe : 6-1, 6-0. Jamais en 18 rencontres Venus n'avait infligé un 6-0 à sa cadette. En grande forme, elle est qualifiée pour les demi-finales des masters en prenant la tête de son groupe. Elle doit alors affronter la no 1 mondiale, la Serbe Jelena Janković, qu'elle bat en trois manches sur le score de 6-2, 2-6, 6-3. Elle obtient par le fait même son billet pour la finale du prestigieux tournoi. Venus Williams conclut la saison victorieuse, no 6 mondiale, en battant la Russe Vera Zvonareva (65-7, 6-0, 6-2). Elle s'offre ainsi son 39e titre mais surtout son premier masters en carrière, qui complète ainsi encore plus son riche palmarès.
Terminant l'année à la sixième place mondiale, avec un cinquième titre à Wimbledon acquis, le dernier de sa carrière.

### 2009: Finale en Grand Chelem à Wimbledon et aux Masters, trois titres du GC en double
Venus Williams commence sa saison par le tournoi d'exhibition de Hong Kong, à l'occasion duquel elle annonce désirer continuer sa carrière au moins jusqu'aux Jeux olympiques de 2012 – elle aurait alors 32 ans. En grande forme, elle étrille notamment la numéro un mondiale du moment Jelena Janković (6-2, 6-2) dont elle assure vouloir prendre la place le plus rapidement possible.
Sixième tête de série, elle connaît néanmoins une sévère désillusion dès le 2e tour des Internationaux d'Australie, surprise par la jeune espoir espagnole Carla Suárez Navarro (6-2, 3-6, 5-7). Elle se console en décrochant pour la troisième fois le double dames aux côtés de sa sœur Serena.

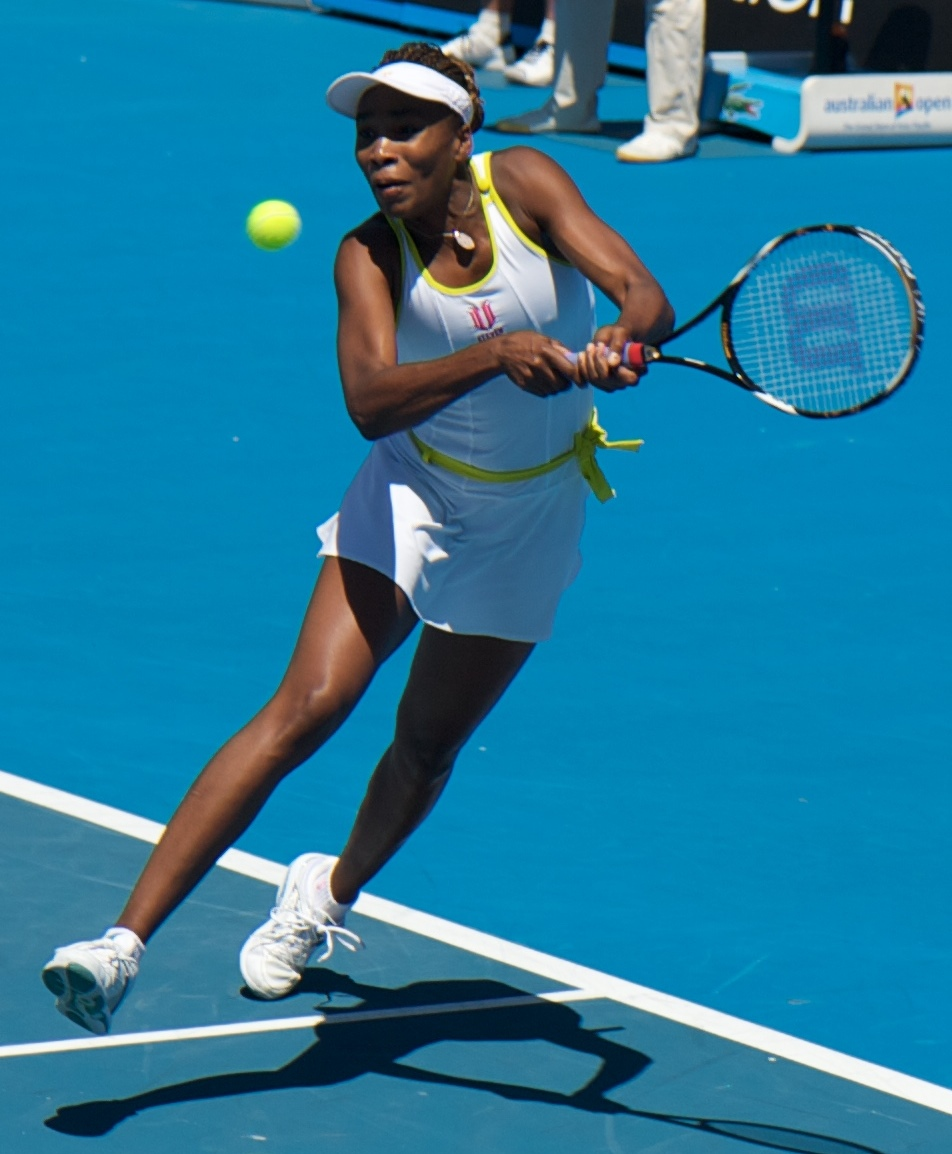
Venus Williams à l'Open d'Australie en 2009.

Remise de cette infortune, elle remporte en février l'Open de Dubaï face à Virginie Razzano (6-4, 6-2), non sans avoir sorti sa sœur no 1 mondiale, en demi-finale dans un gros match (6-1, 2-6, 7-63). Et a également éliminé Alizé Cornet no 11 mondiale (6-3, 6-2) et Elena Dementieva no 4 mondiale (6-3, 6-3) en quart. Le 23 février, au bénéfice de ce succès, elle réintègre le top 5. Elle poursuit sa bonne série en gagnant l'Open du Mexique la semaine suivante en battant Flavia Pennetta la seule top 15 (6-1, 6-2), son premier titre sur terre battue depuis trois ans. Absente à Indian Wells (comme chaque année depuis 2002), elle s'aligne fin mars à l'Open de Miami : c'est cette fois au tour de sa sœur de la battre dans le dernier carré (4-6, 6-3, 3-6).
Puis sur la terre battue, en dépit d'une prometteuse demi-finale à Rome en ayant battue Lucie Šafářová et Agnieszka Radwańska mais tombant contre Dinara Safina (7-63, 3-6, 4-6) après plus de trois heures de jeu. Elle concède une sévère défaite au 3e tour à Roland-Garros face à Ágnes Szávay (0-6, 4-6).
Double tenante du titre, elle refait surface à Wimbledon, se qualifiant pour la finale de l'épreuve (la dernière de sa carrière). Pour cela, elle pulvérise ses adversaires en deux petits sets contre Stefanie Vögele, Kateryna Bondarenko, Carla Suárez Navarro, Ana Ivanović sur abandon, Agnieszka Radwańska 14e mondiale (6-1, 6-2), et la no 1 mondiale Dinara Safina (6-1, 6-0) en demi-finale lui infligeant une sévère correction en 51 minutes,. Cependant, elle s'incline en deux sets face à sa sœur cadette no 2 mondiale Serena (63-7, 2-6), ce qui l'empêche de remporter un sixième titre en simple sur le gazon londonien. En double, elle parvient à conserver son titre acquis aux côtés de sa sœur.
Début août, Venus Williams dispute la finale du Classic de Stanford face à Marion Bartoli, sur des airs de revanche de la finale de Wimbledon 2007. Cette fois-ci, l'Américaine s'incline en trois sets (2-6, 7-5, 4-6) face à la Française, tête de série no 8. Après avoir pourtant battu facilement les Russes Sharapova (6-2, 6-2), et Dementieva (6-0, 6-1) en demi-finale. Lors de la coupe Rogers disputée en août à Toronto, Venus Williams s’incline, à la surprise générale, dès le deuxième tour devant Kateryna Bondarenko, 64e joueuse mondiale selon le classement de la WTA.
Son parcours à l'US Open s'arrête en huitième de finale, où elle sera stoppée par la future gagnante de l'épreuve, Kim Clijsters (0-6, 6-0, 4-6) qui battra également sa sœur.
Lors de la tournée asiatique (Tokyo et Pékin), elle s'incline dès les premiers tours à chaque fois contre Anastasia Pavlyuchenkova. Elle termine sa saison au Masters de Doha où, après deux défaites très serrées face à Elena Dementieva (6-3, 66-7, 2-6) et sa sœur Serena (7-5, 4-6, 64-7), elle gagne son match contre Svetlana Kuznetsova (6-2, 7-63). Ce résultat lui suffit pour se qualifier pour les demi-finales, où elle affronte Jelena Janković. Comme en 2008, elle parvient à éliminer la Serbe à ce stade de la compétition (5-7, 6-3, 6-4), lui ouvrant les portes d'une deuxième finale consécutive. Elle ne parvient pas à conserver son titre, s'inclinant face à sa sœur Serena (2-6, 64-7).
Elle décroche en fin de saison le titre de championne du monde de double grâce au Petit Chelem qu'elle a réussi avec sa sœur.
Après avoir remporté le tournoi de Dubaï en 2009, elle n'hésite pas à prendre la parole lors de la remise des trophées et devant les officiels émiratis pour défendre les joueurs israéliens Shahar Peer et Andy Ram dont les visas avaient été refusés,.

### 2010: Bonne première moitié de saison, Top 5 retrouvé, puis blessure
Venus Williams commence la saison à l'Open d'Australie, première levée du Grand Chelem. Tête de série no 6, elle bat successivement Lucie Šafářová (6-2, 6-2), Sybille Bammer (6-2, 7-5), Casey Dellacqua (6-1, 7-64) puis Francesca Schiavone (3-6, 6-2, 6-1), avant de s'incliner en quart de finale face à Li Na (6-2, 64-7, 5-7). Associée à sa sœur Serena pour le double, elles s'imposent en finale face à la paire Cara Black - Liezel Huber (6-4, 6-3), décrochant à cette occasion leur quatrième succès à Melbourne ainsi que leur onzième succès en Grand Chelem.
L'Américaine poursuit la saison à Dubaï, où elle est tenante du titre. Tête de série no 3, elle est exemptée de premier tour, battant par la suite Sabine Lisicki, Olga Govortsova, Anastasia Pavlyuchenkova et Shahar Peer. En finale, elle affronte Victoria Azarenka 6e mondiale, qu'elle domine 6-3, 7-5, s'imposant alors pour la deuxième fois consécutive dans ce tournoi. Après ce 42e titre, Venus devient la joueuse en activité la plus titrée du circuit WTA,. La semaine suivante, elle se rend à Acapulco, où elle est tenante du titre et également tête de série no 1. Évinçant Mathilde Johansson, Kaia Kanepi, Laura Pous Tió, Edina Gallovits et Polona Hercog en finale, elle conserve son titre (sans avoir affronté une top 50) et décroche son 43e titre WTA.

Venus Williams à l'US Open en 2010.

Après un mois d'absence, elle est présente à Miami. En tant que tête de série no 3, elle est dispensée de premier tour. Elle bat Sorana Cîrstea (6-4, 6-3), Roberta Vinci (6-1, 6-4), Daniela Hantuchová (1-6, 7-5, 6-4), puis la 9e mondiale Agnieszka Radwańska (6-3, 6-1) et la 15e mondiale Marion Bartoli (6-3, 6-4). Elle atteint la finale du tournoi, mais échoue sèchement face à Kim Clijsters (2-6, 1-6) en moins d'une heure.
Ensuite, elle participe aux Internationaux d'Italie, où elle figure comme tête de série no 4. Toujours exonérée de premier tour, elle élimine proprement Patty Schnyder et Shahar Peer, puis chute en quart de finale face à Jelena Janković. La semaine d'après, à Madrid, Venus se hisse jusqu'en finale où elle est vaincue par la Française Aravane Rezaï (2-6, 5-7). Elle a préalablement sortie de la compétition Stefanie Vögele, Vera Zvonareva, Francesca Schiavone, Samantha Stosur et une nouvelle fois Shahar Peer. Alors 4e joueuse mondiale, elle est assurée à la fin du tournoi d'atteindre la place de numéro 2 mondiale, juste derrière sa sœur Serena. Ce cas de figure s'est déjà produit en mai 2003. Les sœurs Williams remportent le double, progressant ainsi au deuxième rang mondial de la spécialité.
À Roland-Garros, l'Américaine no 2 mondiale étrille Patty Schnyder (6-3, 6-3) ainsi qu'Arantxa Parra (6-2, 6-4) avant de s'offrir au troisième tour Dominika Cibulková (6-3, 6-4). Elle est finalement défaite en huitièmes de finale par la Russe Nadia Petrova (4-6, 3-6), ce qui crée la surprise. Venus remporte toutefois le double aux côtés de sa sœur Serena. En effet, elles signent leur douzième victoire en Grand Chelem en balayant en finale la paire Květa Peschke - Katarina Srebotnik (6-2, 6-3). Au bénéfice de cette performance, les Williams deviennent no 1 au classement WTA du double dames.
Durant l'été, Venus ne joue que les deux derniers tournois du Grand Chelem de la saison, à savoir Wimbledon et l'US Open. D'abord, à Wimbledon, elle s'incline en quart de finale face à Tsvetana Pironkova (2-6, 3-6) après avoir été impériale face à : Rossana de los Ríos (6-3, 6-2), Ekaterina Makarova (6-0, 6-4), Alisa Kleybanova (6-4, 6-2) et Jarmila Gajdošová (6-4, 7-65).
Enfin, à l'US Open, elle s'arrête en demi-finale, vaincue par Kim Clijsters, à l'issue d'un match très accroché (6-4, 62-7, 4-6). L'Américaine a précédemment sorti Roberta Vinci (6-4, 6-1), Rebecca Marino (7-63, 6-3), Mandy Minella (6-2, 6-1), Shahar Peer (7-63, 6-3) et la 7e mondiale Francesca Schiavone (7-65, 6-4).
Malheureusement, l'Américaine no 3 mondiale est contrainte de mettre un terme à sa saison début octobre, des suites d'une douleur persistante au genou gauche. Elle déclare ainsi forfait pour la finale de la Fed Cup et le Masters. À rappeler qu'elle n'a pratiquement pas joué de l'été et qu'elle n'a joué aucun tournoi depuis l'US Open,.
N'ayant joué que deux tournois en cinq mois, elle passe du statut de no 2 mondiale au mois de mai à celui de no 5 à la fin de la saison.

### 2011: Blessures et maladie

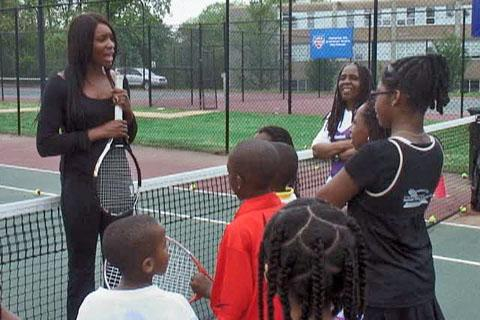
Venus parle du tennis avec des jeunes à Washington, en 2011.

L'aînée des Williams entame une nouvelle fois sa saison à l'Open d'Australie. Dorénavant tête de série no 4, elle sort victorieuse de son premier tour face à Sara Errani, par 6-3, 6-2. Au second tour, elle bat avec constance Sandra Záhlavová (66-7, 6-0, 6-4). Mais Venus se trouve contrainte à l'abandon après un seul jeu joué face à Andrea Petkovic, lors de son 3e tour. En effet, après avoir grimacé de douleur durant le premier jeu à cause d'une blessure à la cuisse droite survenue au tour précédent, l'Américaine fait appel à un médecin, puis prend la décision de jeter l'éponge, après cinq minutes de match. À l'issue de son 2e tour, elle avait déclaré être touchée au psoas. À la suite de ce retrait, elle s'explique : « Je ne pouvais pas jouer, je ne pouvais pas me déplacer. C'était trop douloureux »,. À noter qu'il s'agit de son premier abandon en Grand Chelem.
Toujours en convalescence au mois de février, elle ne participe pas aux tournois de Dubaï et Acapulco, où elle est double-tenante du titre dans chacune des deux compétitions. Trois mois plus tard, encore insuffisamment rétablie, Venus déclare forfait pour les Internationaux de France, deuxième Grand Chelem de l'année. Elle souffre alors d'une blessure abdominale,, également reçue au mois de janvier lors de l'Open d'Australie. Étant donné que sa sœur Serena est également forfait pour Roland-Garros, il s'agit du premier Grand Chelem depuis l'US Open 2003 à ne voir aucune des deux sœurs participer.
Alors redescendue à la 32e place mondiale après son absence de cinq mois, son grand retour est annoncé pour le mois de juin, tout comme sa sœur Serena Williams. Assurément, les deux stars du circuit WTA font leur « come-back » à l'occasion du Tournoi d'Eastbourne, préparatif à Wimbledon. Elle y réalise un beau parcours, ne s'arrêtant qu'en quart de finale. Ironie du sort, elle affronte dès le premier tour Andrea Petkovic (tête de série no 8, 11e joueuse mondiale), contre qui elle avait dû abandonner à Melbourne quelques mois plus tôt. Venus prend sa revanche en dominant l'Allemande 7-5, 5-7, 6-3. Elle continue sur sa bonne lancée et vient à bout de la Serbe Ana Ivanović, 18e joueuse mondiale, en deux sets appliqués, 6-3, 6-2. Elle est vaincue en quart de finale par Daniela Hantuchová - tombeuse de la tête de série no 2 Li Na - en trois sets (2-6, 7-5, 2-6). Enchaînant par Wimbledon, elle étrille Akgul Amanmuradova (6-3, 6-1), Kimiko Date (66-7, 6-3, 8-6) ainsi que M. J. Martínez (6-0, 6-2). Elle échoue, comme l'année dernière, face à Tsvetana Pironkova, en huitièmes de finale.
Initialement prévue à Toronto pour la Coupe Rogers, l'Américaine déclare forfait, une virus lui ayant été diagnostiqué. Williams déclare aussi forfait pour Cincinnati, pour cause de maladie. Elle se dit « optimiste » quant à sa participation à l'US Open.
Venus est présente à l'US Open, comme elle l'espérait. Premier constat (du fait de ses blessures et de sa maladie), c'est la première fois depuis 1997 qu'elle n'est pas tête de série à l'US Open. En effet, elle a constamment chuté au classement jusqu'à atteindre la 36e place mondiale aujourd'hui. Pour son premier tour, elle affronte la Russe Vesna Manasieva, qu'elle étrille 6-4, 6-3. Malgré ce match efficace, Venus Williams déclare forfait juste avant son 2e tour face à Sabine Lisicki. Souffrant d'une maladie virale dont elle n'a jamais voulu dévoiler le nom, elle finit par expliquer dans un communiqué avoir été « diagnostiqué avec le syndrome de Sjögren, une maladie auto-immune qui affecte mon énergie, me fatigue et me cause des douleurs articulaires »,,. Ce qui explique qu'elle n'ait participé qu'à seulement quatre tournois cette saison, dont deux compromis, l'un par abandon, l'autre par forfait.
En proie à la maladie toute l'année, elle n'est plus que la 103e joueuse au monde en fin de saison.
En 2011, elle apprend au cours de la saison qu'elle est atteinte d'une maladie auto-immune, le syndrome de Gougerot-Sjögren. Elle décide toutefois de poursuivre sa carrière en adaptant son régime alimentaire et en allégeant son calendrier. Les saisons suivantes sont difficiles et sans résultats probants.

### 2012: Retour sur le circuit, bonnes performances et or olympique en double

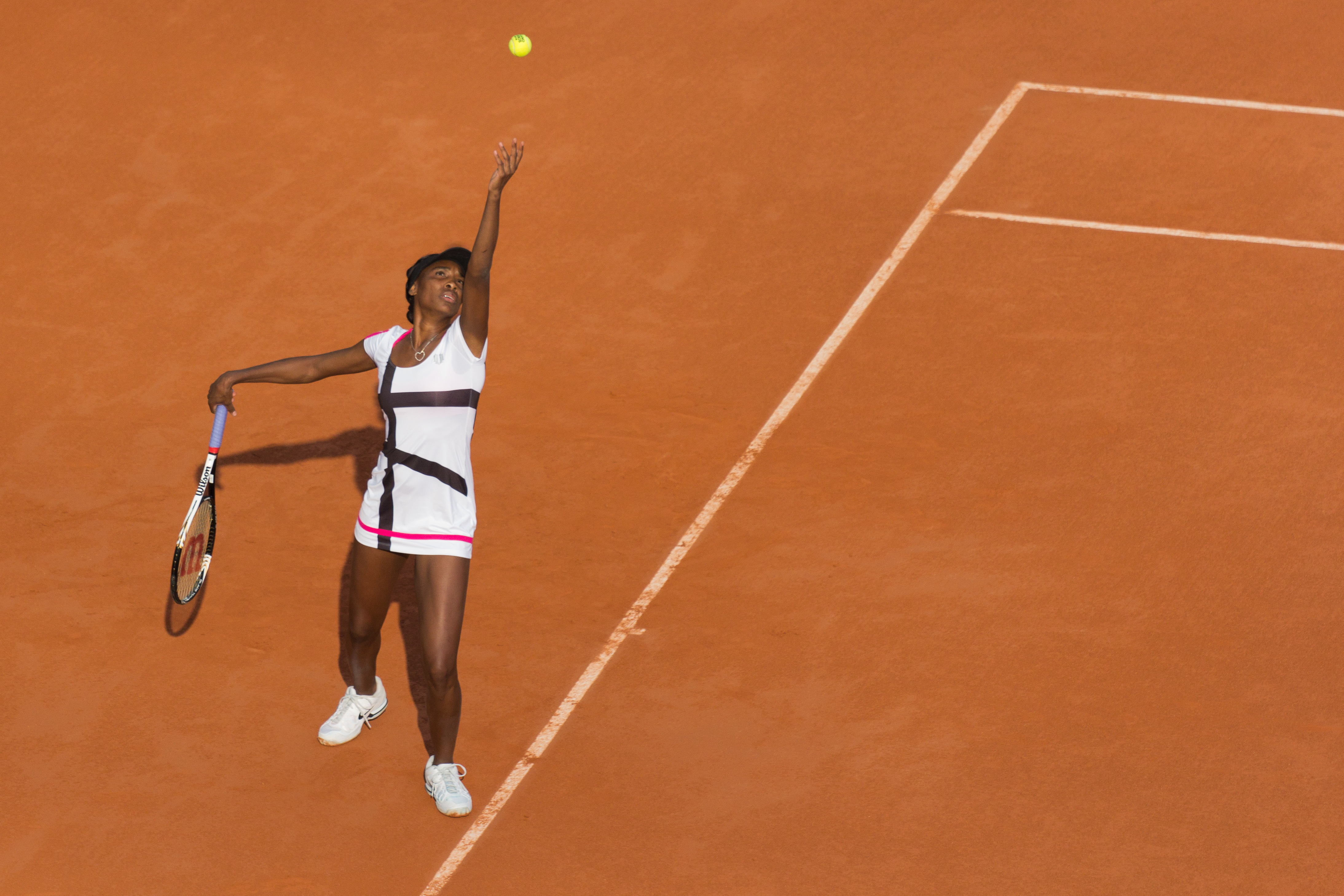
Venus Williams à Roland-Garros en mai 2012, match contre Paula Ormaechea.

Toujours en combat contre sa maladie auto-immune, Williams déclare forfait pour Auckland et l'Open d'Australie. Son retour à la compétition est annoncé pour le mois de février.
Finalement, elle ne retrouve le chemin des courts qu'à la fin du mois de mars, à l'occasion du prestigieux Open de Miami. Bénéficiaire d'une wild-card et n'ayant plus joué depuis l'US Open dernier, Venus réalise un retour convaincant : elle impose son leadership face à Kimiko Date au premier tour (6-0, 6-3), éteint la no 3 mondiale Petra Kvitová au 2d tour (6-4, 4-6, 6-0), puis s'adjuge non sans difficulté Aleksandra Wozniak par 4-6, 6-4, 7-65 lors du troisième tour. Pour sa huitième de finale, elle prend le meilleur sur la tête de série no 15 Ana Ivanović (64-7, 6-2, 6-2), mais se trouve vaincue en quart de finale par la no 4 mondiale et future vainqueur, Agnieszka Radwańska. Elle poursuit son progressif retour à la compétition avec le tournoi Premier de Charleston sur terre battue, toujours grâce à une wild-card. Elle prend le dessus sur Iveta Benešová (6-4, 6-3), sur la tête de série no 7 Jelena Janković (7-5, 6-0), ainsi que sur Anastasia Rodionova (7-5, 6-2) avant de buter en quart de finale sur la tête de série no 2 et 5e mondiale Samantha Stosur, en trois sets décousus.
Toutefois, à Madrid, après avoir sorti du tournoi Simona Halep au premier tour, elle est stoppée net par Angelique Kerber lors du deuxième tour. L'Allemande s'est dite très contente de pouvoir battre l'Américaine, qui est « une grande championne et qui a gagné plusieurs Grand Chelem ». Alignée la semaine suivante à Rome pour les Internationaux d'Italie, Venus s'offre une nouvelle fois Simona Halep d'entrée, par 6-3, 6-4. Au tour suivant, elle vient à bout de la Russe Ekaterina Makarova (7-67, 6-1), puis prend sa revanche en huitième de finale sur Samantha Stosur, tête de série no 5, en remportant la victoire sur le score de 6-4, 6-3. Moins entreprenante qu'à son habitude, elle s'incline face à Maria Sharapova en quart de finale.

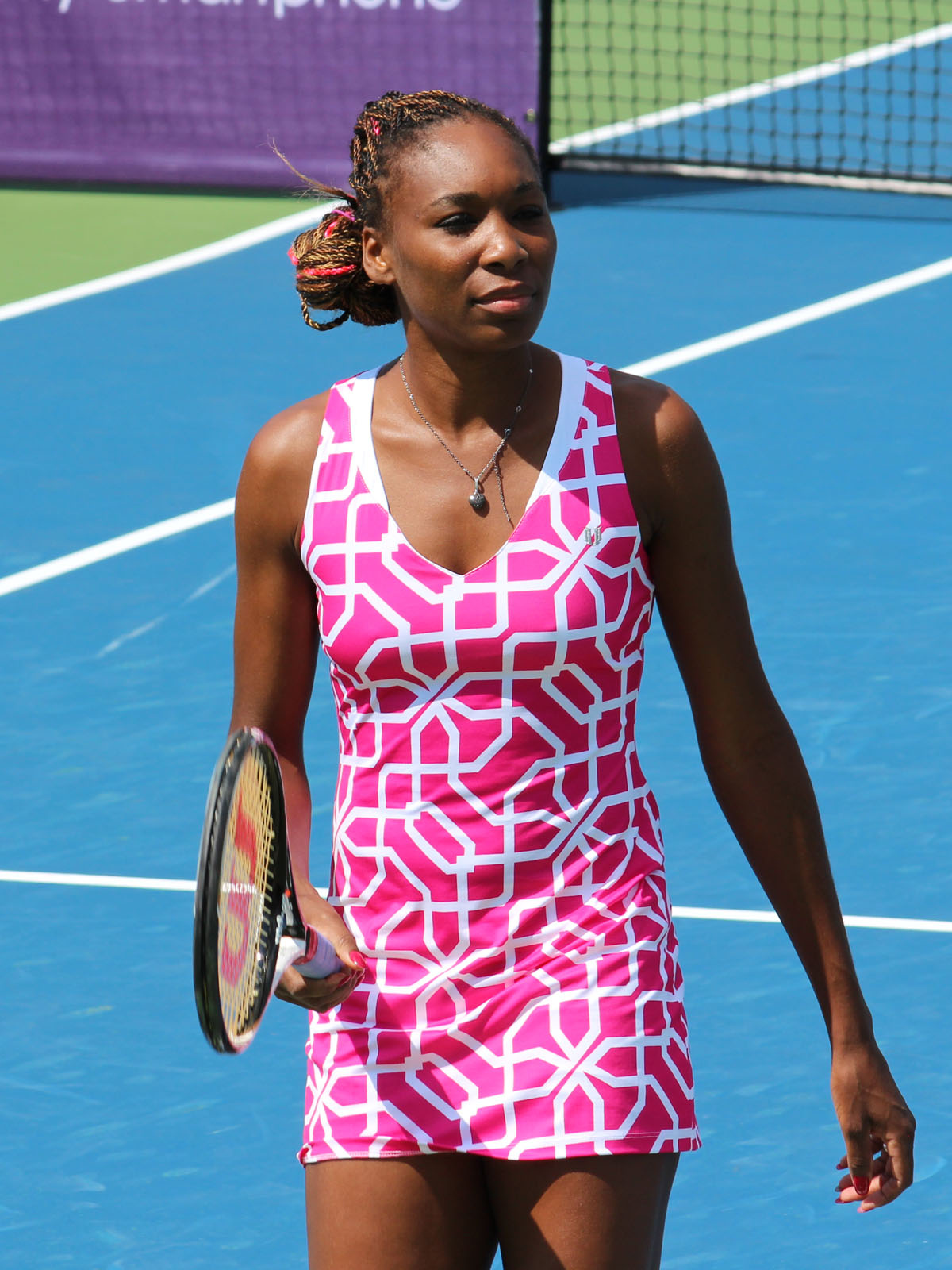
Venus Williams au Western & Southern Open en août 2012.

Aux Internationaux de France, Venus Williams vainc pour son entrée en lice l'Argentine Paula Ormaechea, mais perd au second tour face à la troisième joueuse mondiale, Agnieszka Radwańska.
Un mois plus tard, à Wimbledon, pourtant quintuple vainqueur du tournoi, elle n'entre pas dans son match de premier tour face à Elena Vesnina et s'incline lourdement. Fair-play, elle salue la performance de son adversaire qui « a fait très peu d'erreurs et a très bien servi ». Elle se console néanmoins en remportant le double dames pour la cinquième fois aux côtés de sa sœur Serena, en battant les Tchèques Andrea Hlaváčková et Lucie Hradecká (7-5, 6-4).
Aux Jeux olympiques, Venus élimine sans trembler la no 9 mondiale et récente finaliste à Roland-Garros Sara Errani (6-3, 6-1), puis s'en sort avec rigueur face à Aleksandra Wozniak (6-1, 6-3). Elle est opposée à la no 7 mondiale Angelique Kerber lors de sa huitième de finale. Match accroché qu'elle perd, non sans avoir eu des balles de sets, 65-7, 65-7 pour l'Allemande, qui bat l'aînée Williams pour la seconde fois. Elle est sacrée en double, avec Serena : il s'agit de leur troisième médaille d'or olympique, après celles des Jeux de Sydney en 2000 et des Jeux de Pékin en 2008,.
Invitée par les organisateurs, elle reprend la compétition à Cincinnati. Elle bat la quatrième des Jeux olympiques et douzième tête de série Maria Kirilenko (6-3, 65-7, 6-2), se ressaisit face à Chanelle Scheepers après un set mal embarqué (2-6, 6-3, 6-2), balaie une fois de plus la septième tête de série Sara Errani (6-3, 6-0) et est victorieuse sur la troisième tête de série, Sam Stosur (6-2, 62-7, 6-4), ce qui représentait sa cinquième victoire sur une joueuse du top 10 depuis son retour il y a cinq mois ainsi que sa première demi-finale depuis l'US Open 2010. Touchée au dos lors de sa demi-finale face à Li Na, son service est considérablement diminué (à 101 km/h), entraînant près de cinquante fautes durant la rencontre pour l'Américaine qui s'incline néanmoins en trois sets, 5-7, 6-3, 1-6.
Par la suite, Venus Williams participe au tournoi de Luxembourg et malgré sa blessure au dos (qui a compromis son redoutable service) remporte le 44e titre WTA de sa carrière en dominant nettement Monica Niculescu (6-2, 6-3). On note, lors de ce tournoi, une confrontation particulièrement accrochée avec Andrea Petkovic lors des demi-finales (5-7, 6-4, 6-4). Grâce à ce nouveau titre, Venus Williams termine la saison à la 24e place du classement WTA en simple.

### 2013: Difficultés
Venus commence sa saison à l'Open d'Australie où elle perd au troisième tour sèchement contre Maria Sharapova (1-6, 3-6).
Lors du tournoi de Charleston, elle atteint la demi-finale où elle affronte sa sœur Serena mais perd sèchement (1-6, 2-6).
Après des défaites prématurées à cause de sa maladie et la perte de nombreuses places au classement, elle réalise un bon tournoi à l'Open de Tokyo. Elle y atteint les demi-finales après des victoires contre la tête de série no 1 Victoria Azarenka (6-2, 6-4), la tête de série no 13 Simona Halep (4-6, 7-5, 6-3) et Eugenie Bouchard (6-3, 64-7, 6-3). Elle perd seulement contre la future vainqueur Petra Kvitová (6-3, 3-6, 62-7). Elle arrête sa saison en terminant à la 49e place du classement WTA en simple.

### 2014: Un titre Premier, une finale de Premier 5 et le renouveau

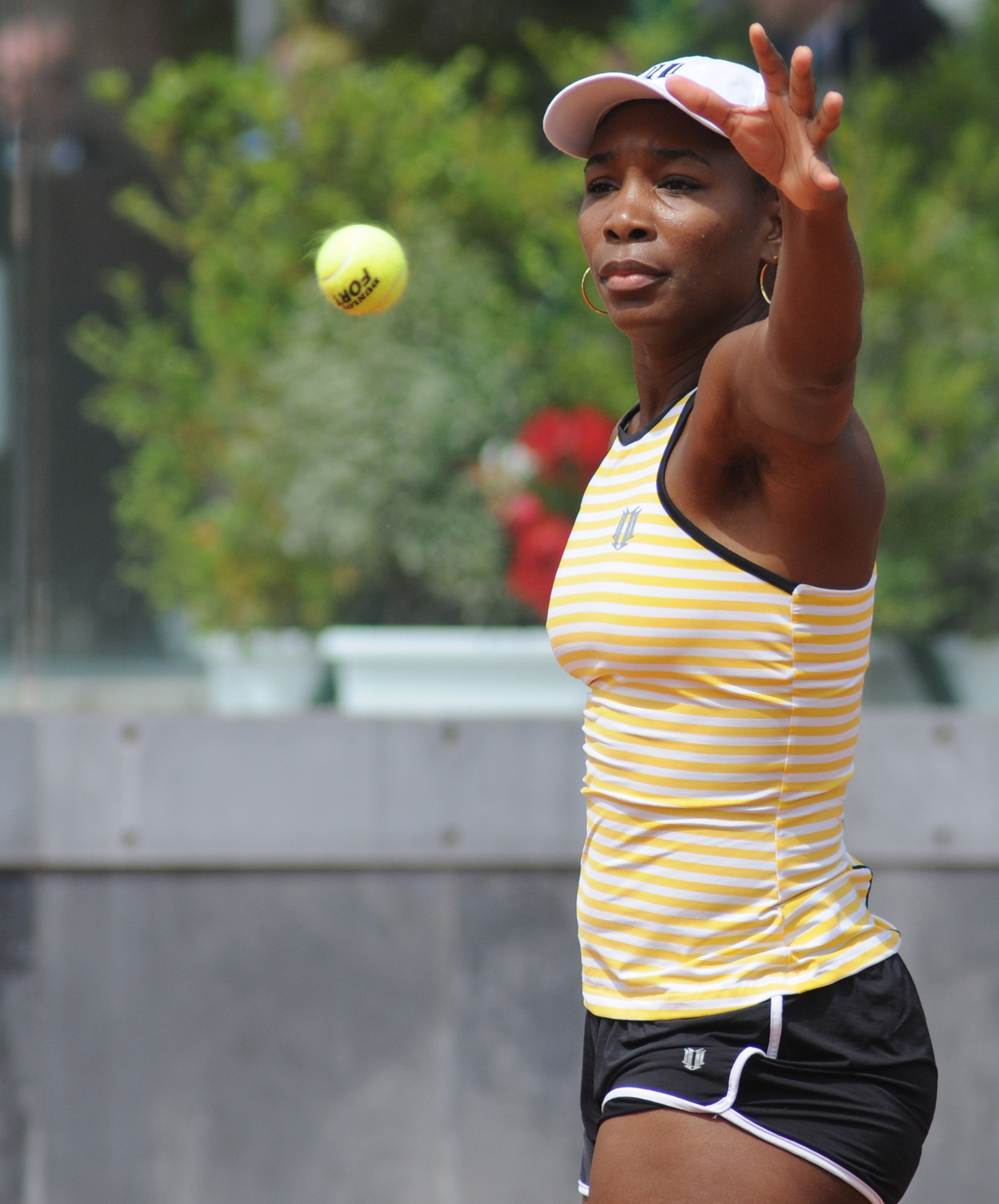
Venus Williams aux Internationaux d'Italie en mai 2014.

Venus entame sa saison tambour battant à Auckland en allant en finale, ne perdant que contre Ana Ivanović en 3 sets. Elle perd cependant dès le premier tour à l'Open d'Australie. En février, elle remporte le tournoi Premier de Dubaï en battant notamment Ana Ivanović (6-2, 6-1) 12e mondiale, Caroline Wozniacki 12e mondiale (6-3, 6-2) et Alizé Cornet en finale, à chaque fois en deux sets (6-3, 6-0). Il s'agit de son 45e titre en carrière.
Lors du tournoi de Wimbledon, elle livre un match à suspense au troisième tour contre la future vainqueur Petra Kvitová en perdant (7-5, 62-7, 5-7).
Ensuite, à l'Open du Canada, elle atteint brillamment la finale avec des victoires sur Angelique Kerber, 7e mondiale (6-3, 3-6, 6-4), Carla Suárez Navarro, 16e mondiale (4-6, 6-2, 6-3), mais surtout une victoire de prestige sur sa sœur Serena Williams alors no 1 mondiale en demi-finale dans un match de plus de 2 heures gagné (62-7, 6-2, 6-3). Finalement, elle perd en finale contre Agnieszka Radwańska (4-6, 2-6).
Lors du troisième tour de l'US Open, elle perd dans un match étrange contre Sara Errani en perdant le premier set 6-0 puis gagnant le second 6-0 avant de perdre le 3e dans un tie-break.
Juste après l'US Open, elle participe au tournoi de Québec en tant que tête de série no 1. Elle y atteint la finale mais perd en 2 sets contre la revenante Croate Mirjana Lučić 80e mondiale. Elle termine sa saison à la 19e place du classement WTA en simple.

### 2015: Quart de finale à l'Open d'Australie et l'US Open, victoire en Premier 5 et top 10 en fin de saison
2015 marque son retour dans le top 10.
Elle démarre parfaitement sa saison avec un titre à Auckland en battant en finale Caroline Wozniacki (2-6, 6-3, 6-3) alors 8e mondiale. À l'Open d'Australie, elle réalise un exploit malgré sa maladie, éliminant Agnieszka Radwańska, 6e mondiale, en huitième de finale (6-3, 2-6, 6-1). Venus se qualifie pour les quarts de finale, signant un retour à ce stade d'un Grand Chelem, une première depuis l'US Open 2010. Elle s'y incline finalement face à la jeune Américaine Madison Keys, de quinze ans sa cadette, sur le score de 3-6, 6-4, 4-6, et rate l'occasion d'aller affronter sa sœur Serena en demi-finale.
En février, avec la tournée Émirats, elle réalise de bonnes performances. Elle perd au troisième tour à Dubaï face à la Tchèque Lucie Šafářová, mais à Doha, elle atteint le stade des demies en ayant battu en quart Agnieszka Radwańska (6e mondiale) 6-4, 1-6, 6-3, ne perdant qu'en trois sets serrés face à Victoria Azarenka.
En mars à Miami, elle bat Sam Stosur au troisième tour et Caroline Wozniacki (6-3, 7-61), 5e mondiale au tour suivant, avant d'être coiffée au poteau par l'Espagnol Carla Suárez Navarro (6-0, 1-6, 5-7) malgré un premier set expéditif.
Sur l'herbe de Wimbledon, elle se qualifie facilement pour les huitièmes de finale, en infligeant notamment un double-bagel à Madison Brengle au premier tour, mais elle rend les armes contre sa sœur en deux sets (4-6, 3-6).
Lors du dernier grand chelem de la saison à Flushing Meadows, elle se qualifie pour les quarts de finale pour la deuxième fois cette saison. En battant Belinda Bencic tête de série no 12 (6-3, 6-4) au troisième tour et la qualifiée surprise Anett Kontaveit en huitième, mais perdant contre sa sœur Serena dans un match dur émotionnellement (2-6, 6-1, 3-6).
Vers la fin septembre, pour la tournée asiatique, à Wuhan, elle réalise une super semaine. En battant au premier tour, d'abord la 7e mondiale Radwańska (6-1, 7-64), au deuxième tour la qualifiée Julia Görges (6-4, 6-3) et l'Espagnol 10e mondiale Suárez Navarro (6-3, 6-4) pour se qualifier pour les quarts. À ce stade de la compétition, elle entame des matchs marathon de 2h43 face à la qualifiée Johanna Konta en étant menée 5-3 dans l'ultime manche (6-4, 3-6, 7-5); et en demi-finale face à Roberta Vinci, d'une durée de 2h41, avec une blessure à l'arrière cuisse qui s'est réveillée au moment où elle menait 5-1 dans l'ultime manche mais pu terminer le match avec la victoire au bout (5-7, 6-2, 7-64) mais blessée à la fin. Cette victoire lui permet de se qualifier en finale d'un Premier 5 pour la première fois depuis sa finale perdue à Montréal en 2014. Elle remporte le titre face à Garbiñe Muguruza 8e mondiale, sur abandon (6-3, 3-0) qui s'était blessée à la cheville gauche en demi-finale également, s'adjugeant le 47e titre de sa carrière.
Pour son dernier tournoi de l'année, Venus est qualifiée en tant que tête de série numéro 1 pour disputer le masters bis réunissant les joueuses du top 20 non qualifiées pour le Masters. Elle gagne ses deux matchs de poules face à Madison Keys et la locale Zheng Saisai en trois manches. En demi-finale, elle écrase complètement l'Italienne Roberta Vinci (6-2, 6-2) pour disputer la finale du tournoi, qu'elle gagnera face à la Tchèque Karolína Plíšková 13e mondiale (7-5, 7-66) en un peu plus de deux heures de jeu. Empochant les 700 points de la victoire, Venus termine sa superbe saison avec ce titre (trois trophées en un an, c'est une prouesse qu'elle n'avait plus réalisée depuis 2008), terminant l'année dans le top 10 (7e mondiale) pour la première fois depuis 2010 et devient la joueuse la plus âgée dans le Top 10 depuis Martina Navratilova, 38 ans, en janvier 1995.

### 2016: Demi-finale en simple et14etitreen double en Grand Chelem à Wimbledon
Venus démarre mal l'année en perdant d'entrée de tournoi à Auckland et l'Open d'Australie contre la 51e mondiale Johanna Konta. Début février, elle gagne son seul titre de la saison à Kaohsiung sans perdre le moindre set, et battant Misaki Doi en finale, lui permettant de remporter son 49e titre en carrière.
Elle perd également d'entrée de tournoi à Indian Wells contre la qualifiée Kurumi Nara, alors qu'elle revient pour la première fois après 15 ans de boycott, et à Miami contre Elena Vesnina.

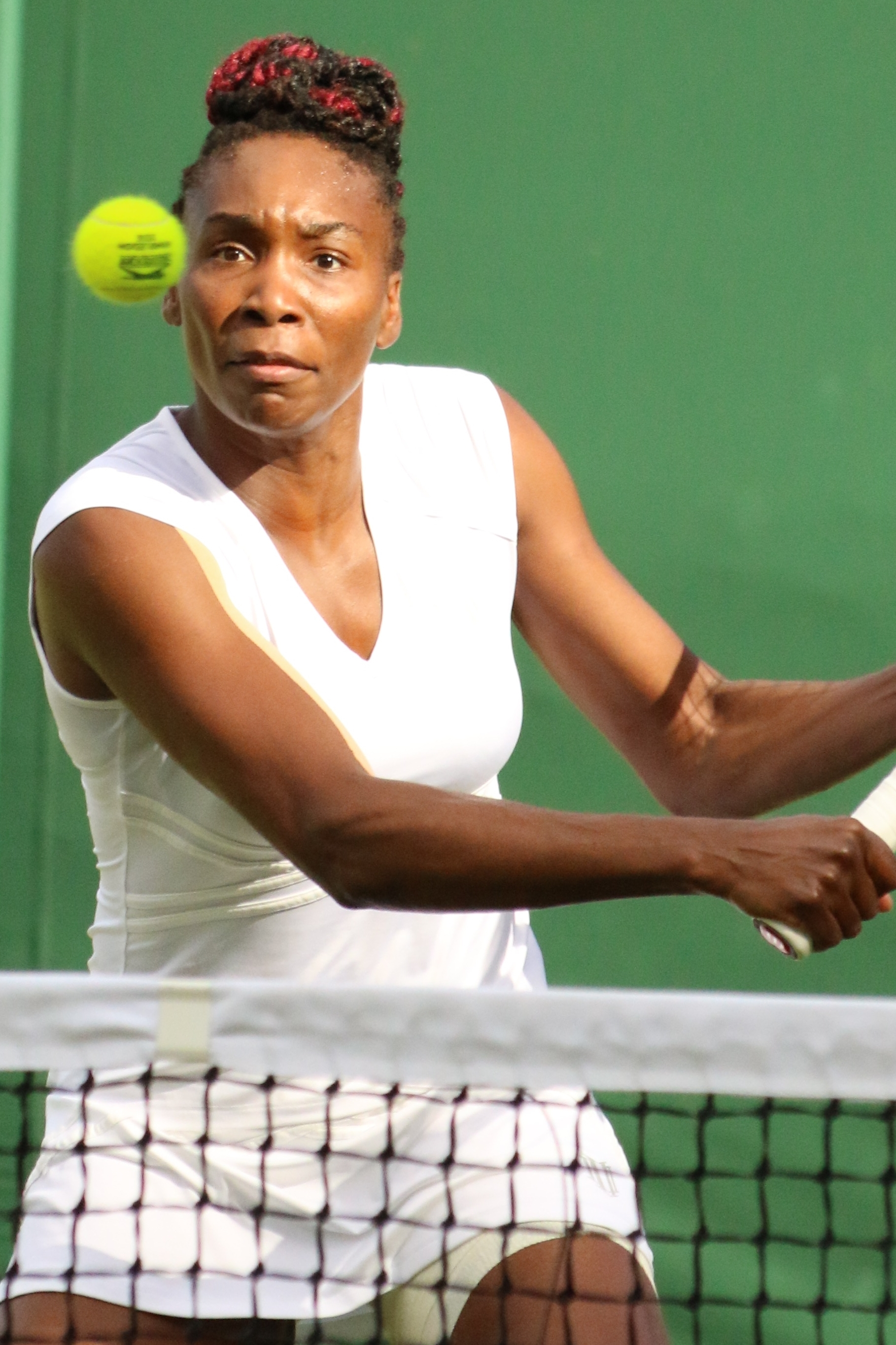
Venus Williams au tournoi de Wimbledon 2016.

À Roland-Garros elle se qualifie en deuxième semaine, une première depuis 2010 : en battant Anett Kontaveit, la qualifiée Louisa Chirico et la Française Alizé Cornet difficilement (7-65, 1-6, 6-0) après lui avoir infligé un cinglant 6-0. Elle perd contre la Suissesse Timea Bacsinszky (2-6, 4-6) dépassée par sa puissance.
Elle réalise la performance de sa saison au tournoi de Wimbledon en tant que tête de série no 8. Elle bat (7-63, 6-4) Donna Vekić, puis la jeune espoir grecque de 20 ans María Sákkari (7-5, 4-6, 6-3) assez difficilement en 2 h 25 et la jeune Russe Daria Kasatkina de 19 ans, dans un match très compliqué également (7-5, 4-6, 10-8) se finissant au bout du fil après 2 h 42 de match. Après ses deux matchs marathon, elle gère mieux en battant la 12e mondiale Carla Suárez Navarro (7-63, 6-4), ainsi passer en quart de finale, où elle affronte et bat (7-65, 6-2) en 1 h 42 la Kazakh Yaroslava Shvedova pour ainsi se qualifier pour le dernier carré, une première depuis 2009. Enfin en demi-finale avec un set avec beaucoup de breaks/débreaks, elle s'incline finalement (4-6, 4-6) en 1 h 12 contre la no 4 mondiale, Angelique Kerber. Un jour plus tard, elle remporte avec sa sœur Serena le double pour la 6e fois de leur carrière en battant (6-3, 6-4) en 1 h 27 la paire Tímea Babos/Yaroslava Shvedova. Elles totalisent 14 victoires en Grand Chelem en autant de finales disputées (aucune défaite).
Deux semaines après, elle atteint la finale du tournoi de Stanford en battant difficilement Magda Linette, puis sa jeune compatriote de 17 ans Catherine Bellis et d'Alison Riske le tout en deux manches. Elle sera vaincue par Johanna Konta (5-7, 7-5, 2-6) dans un match compliqué et physique.
Elle revient pour les Jeux olympiques à la fois en simple et en double avec sa sœur Serena. En double, elles perdent à la surprise générale alors têtes de série no 1 dès le premier tour (3-6, 4-6) contre la paire Tchèque Lucie Šafářová / Barbora Strýcová alors qu'elles étaient triple championnes olympiques et invaincues aux JO ensemble. En simple, elle perd également au premier tour contre la Belge Kirsten Flipkens (6-4, 3-6, 65-7) alors qu'elle menée au score. Puis à l'US Open alors 6e mondiale, elle parvient en huitième de finale en battant notamment les Allemandes Julia Görges et Laura Siegemund, mais perdra contre la future finaliste, la Tchèque Karolína Plíšková 11e mondiale, dans un match se finissant au bout d'un âpre tie break (6-4, 4-6, 63-7).
Sa tournée asiatique se résume à deux victoires pour trois défaites, finissant sa saison dans le top 20, à la 17e place mondiale.

### 2017 - 2022: Finales à l'Open d'Australie, Wimbledon et aux Masters, retour dans le top 5, déclin puis sortie du top 300 en 2021
Elle réalise ensuite une excellente saison 2017 qu'elle termine à la 5e place mondiale à 37 ans, grâce notamment à deux finales de Grand Chelem disputées à l'Open d'Australie et à Wimbledon, à une demi finale à l'US Open et à une finale aux Masters.
Venus Williams démarre son année par l'Open d'Australie, où elle peine au premier tour contre la jeune Kateryna Kozlova (7-65, 7-5). Elle bat ensuite la qualifiée Stefanie Vögele et la Chinoise Duan Ying-Ying, à qui elle ne laisse qu'un jeu, et se qualifie pour les huitièmes de finale. Elle passe ensuite la qualifiée Mona Barthel, (6-3, 7-5) et en quart Anastasia Pavlyuchenkova 27e mondiale, dans un match compliqué avec beaucoup de breaks, qu'elle arrive à conclure (6-4, 7-63) en 1 h 47, et ainsi se qualifier pour le dernier carré à Melbourne qu'elle n'avait plus atteint depuis sa finale perdue en 2003,. En demi-finale, elle affronte la 35e mondiale, Coco Vandeweghe tombeuse de la numéro 1 mondiale Angelique Kerber plus tôt dans le tournoi. Au terme d'une partie accrochée de 2 h 25 avec beaucoup d'intensité, Venus s'impose (63-7, 6-2, 6-3). Elle retrouve en finale sa sœur Serena 2e mondiale. Elle n'avait plus atteint la finale d'un Grand Chelem depuis Wimbledon en 2009, où elle avait affronté également Serena. Elle devient à 36 ans la finaliste de l'Open d'Australie la plus âgée de l'ère Open,. Elle perd la rencontre (4-6, 4-6) en 1 h 22 dans un match dominé par sa sœur, malgré un premier set tendu,.
Venus reprend avec plus de force au tournoi d'Indian Wells en étant d'entrée de jeu mise en difficulté contre Jelena Janković menée 1-6, 2-5, mais remportant finalement la rencontre (1-6, 7-65, 6-1). Puis plus facilement Lucie Šafářová (6-4, 6-2) et la qualifiée Peng Shuai (3-6, 6-1, 6-3) pour passer en quart de finale. Mais elle échoue à passer le dernier carré contre Elena Vesnina (2-6, 6-4, 3-6) en 2 h 11 et futur lauréate de l'épreuve. Puis à Miami Venus réalise encore une superbe semaine en battant facilement ses deux premiers adversaires facilement. En huitième, elle vainc (6-3, 7-64) la 7e mondiale, Svetlana Kuznetsova dans une fin de match tendu à cause d'un incident ; et en quart elle bat la no 1 mondiale Angelique Kerber, (7-5, 6-3) en 1 h 40 se qualifiant pour les demi-finales, et battant un autre record en devenant à 36 ans et 10 mois la joueuse la plus âgée à battre une N.1 mondiale. Cependant elle est vaincue par la future lauréate de l'épreuve à nouveau, (4-6, 5-7) en deux heures face à Johanna Konta.
Pour le premier tournoi sur terre battue à Charleston, elle est battue au début contre Laura Siegemund (4-6, 7-63, 5-7) après avoir loupé deux balles de match. Elle ne participe pas au tournoi de Madrid, mais à celui de Rome. Elle passe Yaroslava Shvedova et Lesia Tsurenko en deux sets, avant de perdre un set (6-1, 3-6, 6-1) contre la 6e mondiale Johanna Konta ; avant de s'incliner (2-6, 6-3, 2-6) contre la 7e mondiale, Garbiñe Muguruza et tenante de titre aux Internationaux de France. Pour Roland-Garros, Venus arrive comme l'an dernier en huitième sans perdre de set et perdant à nouveau contre la Suissesse Timea Bacsinszky, mais en trois manches (7-5, 2-6, 1-6) en lâchant le match après le premier set.
Pour la période sur gazon, elle doit défendre les points de sa demi-finale de l'année précédente à Wimbledon. Elle passe en huitième de finale sans affronter de top 50 en battant Elise Mertens (7-67, 6-4), Wang Qiang (4-6, 6-4, 6-1) et Naomi Osaka (7-63, 6-4). Elle expédie ensuite la tête de série numéro 27 de 20 ans, Ana Konjuh (6-3, 6-2) en tout juste une heure de jeu, puis la tête de série numéro 13 et lauréate de Roland-Garros, Jeļena Ostapenko (6-3, 7-5) en 1 h 13, profitant des nombreuses fautes et du service moins performant sur les secondes de son adversaire. Venus se qualifie pour sa 22e demi-finale en Grand Chelem, et devient à 37 ans la demi-finaliste la plus âgée à Wimbledon depuis Martina Navrátilová en 1994. Elle y bat Johanna Konta (6-4, 6-2) alors 7e mondiale en 1 h 14, pour atteindre sa 9e finale à Londres,. Pour le dernier match, face à Garbine Muguruza, elle mène 5-4 et obtient deux balles de set qu'elle loupe pour ensuite se voir infliger neuf jeux d'affilée et perdre ainsi la finale (5-7, 0-6) ; après seulement 1 h 17 et se voyant infligée une bulle dans la seconde manche. Après coup Venus « ne veut pas se contenter d'être en finale ».
Sur le dur américain, elle s'incline en huitième à Toronto face à la 5e mondiale, Elina Svitolina (2-6, 1-6), future lauréate du tournoi. À Cincinnati, elle subit une nouvelle défaite prématurée, au second tour contre la qualifiée Ashleigh Barty (3-6, 6-2, 2-6). Vient par la suite l'US Open où Venus passe difficilement la qualifiée Viktória Kužmová (6-3, 3-6, 6-2) avant de dérouler face à Océane Dodin (7-5, 6-4) et María Sákkari (6-3, 6-4) pour atteindre la seconde semaine. Elle bat par la suite Carla Suárez Navarro en trois manches (6-3, 3-6, 6-1), puis la tête de série numéro 13, Petra Kvitová (6-3, 3-6, 7-62), au terme d'un match intense de 2 h 34. Ainsi, à 37 ans, elle se qualifie pour les demi-finales. Elle s'incline finalement face à sa jeune compatriote Sloane Stephens (1-6, 6-0, 5-7) en 2 h 6, qui remportera son premier titre du Grand Chelem deux jours plus tard. En conférence après sa rencontre, elle révèle qu'elle « continuera à jouer au tennis » et que sa motivation reste intacte.
Malgré son impasse sur la tournée asiatique (Tokyo, Wuhan et Pékin), elle se qualifie officiellement fin septembre pour le Masters de Singapour du 22 au 29 octobre, une première depuis 2010. Au Masters de Singapour, dans un Groupe Blanc compliqué avec la no 2 mondiale Garbiñe Muguruza, la no 3 mondiale Karolína Plíšková et la no 7 mondiale Jeļena Ostapenko ; elle se fait sèchement battre pour sa première rencontre (2-6, 2-6) en 1 h 12 contre la Tchèque Plíšková pas suffisamment entré dans le tournoi. Elle réussit un tour de force en s'imposant au physique à 37 ans, contre la jeune Lettonne Ostapenko après un match de 3 h 13 (7-5, 63-7, 7-5) tout en bénéficiant des problèmes de service de son adversaire, mais préservant ses chances pour la suite. Elle fait plier Muguruza (7-5, 6-4) en 1 h 37 pour se qualifier pour le dernier carré. Dans un match tendu et accroché dans la première manche, l'Américaine déroule dans les deux derniers set pour arriver jusqu'en finale après deux heures et demi de jeu contre Caroline Garcia (63-7, 6-2, 6-3). En finale, elle s'incline cependant pour la troisième fois cette saison dans une finale majeur, cette fois-ci contre Caroline Wozniacki (4-6, 4-6) au bout d'1 h 29 pourtant invaincue contre elle jusqu'à présent. Venus termine sa saison à la cinquième place mondiale malgré sa défaite.

#### 2018 - 2022
Entre juillet 2018 et mai 2021, elle rétrograde de la 14e à la 87e place mondiale. En 2018 elle passe deux tours du tournoi de Wimbledon (perdu face à Bertens Kiki 6-2, 6-7, 8-6 le 6 juillet). En 2020 elle enchaine huit tournois mais avec qu'une seule victoire à Lexington, au premier tour où elle bat Victoria Azarenka (6-3, 6-2) avant de perdre contre sa sœur Serena (3-6, 6-3, 6-4).
En 2021, elle ne passe qu'à trois reprises au second tour d'un tournoi sur neuf tournois disputés. Cette année 2021 est une réelle descente dans le classement mondial, passant de la 102e place au mois de mars à la  314e place en fin d'année. Elle est battue régulièrement au premier tour (par Jennifer Brady 6-2, 6-4 à Madrid ou par Su-Wei Hsieh 6-2, 6-3 à Chicago), ou au second tour comme face à Sara Errani à l'Open d'Australie (6-1, 6-0).
En 2022, pour son retour à la compétition, associée au Britannique Jamie Murray en double mixte, elle est éliminée au deuxième tour du tournoi de Wimbledon.
En 2023, elle ne comptabilise que 3 victoires sur le circuit WTA (Auckland face à sa compatriote Volynets issue des qualifications, Birmingham face à l'italienne Giorgi et Cincinnati face à la tête de série n°16 Kudermetova).

### depuis 2024: Disparition du classement et victoire d'un match à 45 ans
En 2024, elle n'est présente à aucun tournoi du Grand Chelem .
En 2025, Venus Williams devient ambassadrice de WeWard, application française de marche. Investissant également dans le projet, l'objectif est de développer la plateforme aux États-Unis.
Lors de cette année, elle se classe au delà de la 970e place mondiale. En mars, elle disparaît même du classement de la WTA, une première depuis 1995.
Le 22 juillet 2025, lors du premier tour du tournoi de Washington, elle remporte un match contre sa compatriote Peyton Stearns (6-3, 6-4), 35e mondiale, faisant d'elle, à l'âge de 45 ans, la deuxième joueuse la plus âgée à s'imposer sur le circuit principal après la Tchèque Martina Navrátilová,,. Elle s'incline au deuxième tour contre la Polonaise Magdalena Fręch (6-2, 6-2), 24e mondiale,,.

## Style de jeu
Venus Williams est une attaquante de fond de court polyvalente. Dotée de l'une des premières balles les plus puissantes du circuit, elle aime dicter le point dès la première frappe de balle pour abréger les échanges autant que possible. À la différence de beaucoup de joueuses modernes, elle aime souvent suivre ses attaques au filet, ce qui la rend particulièrement dangereuse sur les surfaces rapides comme le gazon. En effet, elle excelle au filet grâce à sa grande envergure (1,85 m) et à une agilité surprenante pour une joueuse aussi grande. Le revers est son coup le plus naturel, tandis que son coup droit a été pendant longtemps son côté le plus friable sur lequel ses adversaires aimaient insister lors des moments importants. Toutefois, ce coup s'est grandement amélioré en régularité au fil des ans et est devenu aujourd'hui l'une de ses armes principales. Sa deuxième balle reste néanmoins l'un de ses seuls vrais points faibles.
Très bonne joueuse tactique et d'expérience, elle est capable d'adapter son jeu à l'adversaire et à la surface grâce à son vaste arsenal de coups et à son athlétisme qui lui permettent d'alterner entre jeu d'attaque et jeu défensif. Spécialiste du gazon et du dur, la terre battue est la surface la moins adaptée à son jeu.

## Vie de famille
Elle est la fille de Richard Williams et Oracene Price. Elle est l'avant dernière d'une fratrie de cinq filles : trois demi-sœurs du côté de sa mère d'un père différent, Yetunde, Lyndrea et Isha Price et une sœur du même père, Serena Williams. Elle a également cinq demi frères et sœurs du côté de son père issues de son premier mariage avec Betty Johnson; Sabrina, Richard III, Ronner, Reluss et Reneeka et un sixième demi frère issue du dernier mariage en date de son père avec Lakeisha Williams, Dylan.
Elle est en couple avec l'acteur et réalisateur italien, Andrea Preti. Leur relation a été révélée dans les médias en 2024.

## Palmarès
Médaillée olympique à cinq reprises (trois médailles d'or en double dames, une médaille d'or en simple dames et une médaille d'argent en double mixte), elle est par ailleurs la seule joueuse de tennis (hommes et femmes confondus) à avoir remporté au moins une médaille lors de quatre différentes Olympiades (Sydney 2000, Pékin 2008, Londres 2012 et Rio 2016)
Elle détient le record absolu (hommes et femmes confondus) du nombre de participations dans le grand tableau des quatre tournois du Grand Chelem, avec 91 participations, ainsi que le record absolu du nombre de participations dans le grand tableau de Roland-Garros, avec 24 participations entre 1997 et 2021. Elle a fait preuve d'une remarquable longévité au plus haut niveau en Grand Chelem en disputant sa première finale en simple dames (US Open 1997) et sa dernière finale en date (Wimbledon 2017) à presque 20 ans d'intervalle. Au cours de sa carrière, elle a disputé 40 quarts de finale, 23 demi-finales et 16 finales en Grand Chelem en simple dames.
En double, elle et sa sœur ont réalisé plusieurs Grands Chelems dorés en carrière.

### En simple dames
Venus Williams a remporté 23 titres du Grand Chelem dont 7 Grand Chelem en simple.
| Catégorie \ Surface                        | Dur | Terre | Gazon | Moquette | Total |
| ------------------------------------------ | --- | ----- | ----- | -------- | ----- |
| Grand Chelem                               | 2   | 0     | 5     | —        | 7     |
| Jeux olympiques                            | 1   | —     | 0     | —        | 1     |
| Masters                                    | 1   | —     | —     | —        | 1     |
| PREMIER * (ap. 2008)                       | 0   | 0     | —     | —        | 0     |
| Premier 5 (ap. 2008)                       | 3   | 0     | —     | —        | 3     |
| Masters bis (ap. 2008)                     | 1   | —     | —     | —        | 1     |
| Premier (ap. 2008)                         | 1   | 0     | —     | —        | 1     |
| Intern'l (ap. 2008)                        | 3   | 2     | —     | —        | 5     |
| Tier I et Coupe du Grand Chelem (av. 2009) | 5   | 2     | —     | 0        | 7     |
| Tier II (av. 2009)                         | 10  | 4     | —     | 3        | 17    |
| Tier III, IV et V (av. 2009)               | 4   | 1     | —     | 1        | 6     |
| Total                                      | 31  | 9     | 5     | 4        | 49    |

Venus Williams a perdu 34 finales en simple dans sa carrière :
| Catégorie \ Surface                        | Dur | Terre | Gazon | Moquette | Total |
| ------------------------------------------ | --- | ----- | ----- | -------- | ----- |
| Grand Chelem                               | 4   | 1     | 4     | —        | 9     |
| Jeux olympiques                            | 0   | —     | 0     | —        | 0     |
| Masters                                    | 2   | —     | —     | —        | 2     |
| PREMIER * (ap. 2008)                       | 1   | 1     | —     | —        | 2     |
| Premier 5 (ap. 2008)                       | 1   | 0     | —     | —        | 1     |
| Premier (ap. 2008)                         | 2   | 0     | —     | —        | 2     |
| Intern'l (ap. 2008)                        | 1   | 0     | —     | 1        | 2     |
| Tier I et Coupe du Grand Chelem (av. 2009) | 1   | 2     | —     | 1        | 4     |
| Tier II (av. 2009)                         | 6   | 2     | —     | 3        | 11    |
| Tier III, IV et V (av. 2009)               | 1   | 0     | —     | 0        | 1     |
| Total                                      | 19  | 6     | 4     | 5        | 34    |

### En double dames
Venus Williams a remporté 22 titres en double dont 14 du Grand Chelem, tous avec sa sœur cadette Serena Williams. Ce qui fait d'elles la 2e (ex aequo avec Natasha Zvereva & Gigi Fernández) meilleure paire de double féminin de l'ère Open en Grand Chelem.
| Catégorie \ Surface  | Dur    | Terre | Gazon | Moquette | Total  |
| -------------------- | ------ | ----- | ----- | -------- | ------ |
| Grand Chelem         | 6      | 2     | 6     | —        | 14     |
| Jeux olympiques      | 2      | —     | 1     | —        | 3      |
| Masters              | 0      | —     | —     | —        | 0      |
| PREMIER * (ap. 2008) | 0      | 1     | —     | —        | 1      |
| Premier 5 (ap. 2008) | 0      | 0     | —     | —        | 0      |
| Premier (ap. 2008)   | 1      | 0     | —     | —        | 1      |
| Tier I (av. 2009)    | 0      | 0     | —     | 1 (1)    | 1 (1)  |
| Tier II (av. 2009)   | 0      | 0     | —     | 1        | 1      |
| Tier III (av. 2009)  | 1 (1)  | —     | —     | —        | 1 (1)  |
| Total                | 10 (1) | 3     | 7     | 2 (2)    | 22 (4) |

## Parcours en Grand Chelem

### En simple dames
| Année | Open d'Australie | Open d'Australie   | Internationaux de France | Internationaux de France | Wimbledon       | Wimbledon            | US Open         | US Open             |
| ----- | ---------------- | ------------------ | ------------------------ | ------------------------ | --------------- | -------------------- | --------------- | ------------------- |
| 1997  | —                | —                  | 2e tour (1/32)           | Nathalie Tauziat         | 1er tour (1/64) | Magdalena Grzybowska | Finale          | Martina Hingis      |
| 1998  | 1/4 de finale    | Lindsay Davenport  | 1/4 de finale            | Martina Hingis           | 1/4 de finale   | Jana Novotná         | 1/2 finale      | Lindsay Davenport   |
| 1999  | 1/4 de finale    | Lindsay Davenport  | 1/8 de finale            | Barbara Schwartz         | 1/4 de finale   | Steffi Graf          | 1/2 finale      | Martina Hingis      |
| 2000  | —                | —                  | 1/4 de finale            | Arantxa Sánchez          | Victoire        | Lindsay Davenport    | Victoire        | Lindsay Davenport   |
| 2001  | 1/2 finale       | Martina Hingis     | 1er tour (1/64)          | Barbara Schett           | Victoire        | Justine Henin        | Victoire        | Serena Williams     |
| 2002  | 1/4 de finale    | Monica Seles       | Finale                   | Serena Williams          | Finale          | Serena Williams      | Finale          | Serena Williams     |
| 2003  | Finale           | Serena Williams    | 1/8 de finale            | Vera Zvonareva           | Finale          | Serena Williams      | —               | —                   |
| 2004  | 3e tour (1/16)   | Lisa Raymond       | 1/4 de finale            | Anastasia Myskina        | 2e tour (1/32)  | Karolina Šprem       | 1/8 de finale   | Lindsay Davenport   |
| 2005  | 1/8 de finale    | Alicia Molik       | 3e tour (1/16)           | Sesil Karatantcheva      | Victoire        | Lindsay Davenport    | 1/4 de finale   | Kim Clijsters       |
| 2006  | 1er tour (1/64)  | Tsvetana Pironkova | 1/4 de finale            | Nicole Vaidišová         | 3e tour (1/16)  | Jelena Janković      | —               | —                   |
| 2007  | —                | —                  | 3e tour (1/16)           | Jelena Janković          | Victoire        | Marion Bartoli       | 1/2 finale      | Justine Henin       |
| 2008  | 1/4 de finale    | Ana Ivanović       | 3e tour (1/16)           | Flavia Pennetta          | Victoire        | Serena Williams      | 1/4 de finale   | Serena Williams     |
| 2009  | 2e tour (1/32)   | Carla Suárez       | 3e tour (1/16)           | Ágnes Szávay             | Finale          | Serena Williams      | 1/8 de finale   | Kim Clijsters       |
| 2010  | 1/4 de finale    | Li Na              | 1/8 de finale            | Nadia Petrova            | 1/4 de finale   | Tsvetana Pironkova   | 1/2 finale      | Kim Clijsters       |
| 2011  | 3e tour (1/16)   | Andrea Petkovic    | —                        | —                        | 1/8 de finale   | Tsvetana Pironkova   | 2e tour (1/32)  | Sabine Lisicki      |
| 2012  | —                | —                  | 2e tour (1/32)           | Agnieszka Radwańska      | 1er tour (1/64) | Elena Vesnina        | 2e tour (1/32)  | Angelique Kerber    |
| 2013  | 3e tour (1/16)   | Maria Sharapova    | 1er tour (1/64)          | Urszula Radwańska        | —               | —                    | 2e tour (1/32)  | Zheng Jie           |
| 2014  | 1er tour (1/64)  | Ekaterina Makarova | 2e tour (1/32)           | A. K. Schmiedlová        | 3e tour (1/16)  | Petra Kvitová        | 3e tour (1/16)  | Sara Errani         |
| 2015  | 1/4 de finale    | Madison Keys       | 1er tour (1/64)          | Sloane Stephens          | 1/8 de finale   | Serena Williams      | 1/4 de finale   | Serena Williams     |
| 2016  | 1er tour (1/64)  | Johanna Konta      | 1/8 de finale            | Timea Bacsinszky         | 1/2 finale      | Angelique Kerber     | 1/8 de finale   | Karolína Plíšková   |
| 2017  | Finale           | Serena Williams    | 1/8 de finale            | Timea Bacsinszky         | Finale          | Garbiñe Muguruza     | 1/2 finale      | Sloane Stephens     |
| 2018  | 1er tour (1/64)  | Belinda Bencic     | 1er tour (1/64)          | Wang Qiang               | 3e tour (1/16)  | Kiki Bertens         | 3e tour (1/16)  | Serena Williams     |
| 2019  | 3e tour (1/16)   | Simona Halep       | 1er tour (1/64)          | Elina Svitolina          | 1er tour (1/64) | Coco Gauff           |                 |                     |
| 2020  | 1er tour (1/64)  | Coco Gauff         | 1er tour (1/64)          | A. K. Schmiedlová        | Annulé          | Annulé               | 1er tour (1/64) | Karolína Muchová    |
| 2021  | 2e tour (1/32)   | Sara Errani        | 1er tour (1/64)          | Ekaterina Alexandrova    | 2e tour (1/32)  | Ons Jabeur           | —               | —                   |
| 2022  | —                | —                  | —                        | —                        | —               | —                    | 1er tour (1/64) | Alison Van Uytvanck |
| 2023  | —                | —                  | —                        | —                        | 1er tour (1/64) | Elina Svitolina      | 1er tour (1/64) | Greet Minnen        |
|       |                  |                    |                          |                          |                 |                      |                 |                     |
| 2025  | —                | —                  | —                        | —                        | —               | —                    |                 |                     |

N.B. : à droite du résultat se trouve le nom de l'ultime adversaire.

### En double dames
N.B. : le nom de la partenaire se trouve sous le résultat ; les noms des ultimes adversaires se trouvent à droite.

### En double mixte
N.B. : le nom du partenaire se trouve sous le résultat ; les noms des ultimes adversaires se trouvent à droite.

## Parcours en «Premier» et WTA 1000
Les tournois WTA « Premier Mandatory » et « Premier 5 » (entre 2009 et 2020) et WTA 1000 (à partir de 2021) constituent les catégories d'épreuves les plus prestigieuses, après les quatre levées du Grand Chelem. 

De 2009 à 2023, les tournois Premier Mandatory (dits tournois WTA 1000 obligatoires entre 2021 et 2023) regroupent Indian Wells, Miami, Madrid et Pékin, les autres constituant les tournois Premier 5 (tournois WTA 1000 non-obligatoires). À partir de 2024, le nombre de tournois WTA 1000 passe à 10 par saison (fin de l’alternance Doha / Dubaï), ces derniers devenant tous obligatoires et offrant tous 1000 points à la vainqueure (contre 900 points précédemment pour les tournois Premier 5).

### En simple dames
| Année |       |                           |                           |                           |                             |                              |                             |                              |                                   |                                  |  |                                  |
| Doha  | Dubaï | Indian Wells              | Miami                     | Madrid                    | Rome                        | Canada                       | Cincinnati                  | Pékin                        |                                   | Tokyo                            |  |                                  |
| Doha  | Dubaï | Indian Wells              | Miami                     | Madrid                    | Rome                        | Canada                       | Cincinnati                  | Pékin                        | Wuhan                             |                                  |  |                                  |
| Doha  | Dubaï | Indian Wells              | Miami                     | Madrid                    | Rome                        | Canada                       | Cincinnati                  | Pékin                        | Guadalajara                       |                                  |  |                                  |
| 2009  |       | Hors calendrier           | Victoire V. Razzano       |                           | 1/2 finale S. Williams      | 2e tour (1/16) A. Kleybanova | 1/2 finale D. Safina        | 2e tour (1/16) K. Bondarenko | 3e tour (1/8) F. Pennetta         | 2e tour (1/16) A. Pavlyuchenkova |  | 2e tour (1/16) A. Pavlyuchenkova |
| 2010  |       | Hors calendrier           | Victoire V. Azarenka      |                           | Finale K. Clijsters         | Finale A. Rezaï              | 1/4 de finale J. Janković   |                              |                                   |                                  |  |                                  |
|       |       |                           |                           |                           |                             |                              |                             |                              |                                   |                                  |  |                                  |
| 2012  |       |                           | WTA 500                   |                           | 1/4 de finale A. Radwańska  | 2e tour (1/16) A. Kerber     | 1/4 de finale M. Sharapova  |                              | 1/2 finale Li N.                  |                                  |  |                                  |
| 2013  |       |                           | WTA 500                   |                           | 3e tour (1/16) S. Stephens  |                              | 1er tour (1/32) L. Robson   | 1er tour (1/32) K. Flipkens  | 2e tour (1/16) E. Vesnina         | 2e tour (1/16) S. Lisicki        |  | 1/2 finale P. Kvitová            |
| 2014  |       | 2e tour (1/16) P. Kvitová | WTA 500                   |                           | 4e tour (1/8) D. Cibulková  |                              | 2e tour (1/16) C. Suárez    | Finale A. Radwańska          | 1er tour (1/32) L. Šafářová       | 3e tour (1/8) P. Kvitová         |  | 1er tour (1/32) C. Garcia        |
| 2015  |       | WTA 500                   | 3e tour (1/8) L. Šafářová |                           | 1/4 de finale C. Suárez     | 1er tour (1/32) V. Azarenka  | 3e tour (1/8) S. Halep      | 1er tour (1/32) S. Lisicki   | 2e tour (1/16) A. Ivanović        | 2e tour (1/16) A. Ivanović       |  | Victoire G. Muguruza             |
| 2016  |       |                           | WTA 500                   | 2e tour (1/32) K. Nara    | 2e tour (1/32) E. Vesnina   |                              | 2e tour (1/16) T. Babos     | 3e tour (1/8) M. Keys        |                                   | 1er tour (1/32) Peng S.          |  | 3e tour (1/8) S. Kuznetsova      |
| 2017  |       | WTA 500                   |                           | 1/4 de finale E. Vesnina  | 1/2 finale J. Konta         |                              | 1/4 de finale G. Muguruza   | 3e tour (1/8) E. Svitolina   | 2e tour (1/16) A. Barty           |                                  |  |                                  |
| 2018  |       |                           | WTA 500                   | 1/2 finale D. Kasatkina   | 1/4 de finale D. Collins    | 1er tour (1/32) A. Kontaveit | 3e tour (1/8) A. Kontaveit  | 3e tour (1/8) S. Halep       |                                   |                                  |  |                                  |
| 2019  |       | WTA 500                   |                           | 1/4 de finale A. Kerber   | 4e tour (1/8) S. Halep      |                              | 3e tour (1/8) J. Konta      | 1er tour (1/32) C. Suárez    | 1/4 de finale M. Keys             | 2e tour (1/16) B. Bencic         |  | 1er tour (1/32) D. Collins       |
| 2020  |       |                           | WTA 500                   | Annulé                    | Annulé                      | Annulé                       | 1er tour (1/32) V. Azarenka | Annulé                       | 1er tour (1/32) D. Yastremska     | Annulé                           |  | Annulé                           |
| 2021  |       | WTA 500                   |                           |                           | 1er tour (1/64) Z. Diyas    | 1er tour (1/32) J. Brady     |                             |                              |                                   | Annulé                           |  | Annulé                           |
| 2022  |       |                           | WTA 500                   |                           |                             |                              |                             | 1er tour (1/32) J. Teichmann | 1er tour (1/32) Ka. Plíšková      | Hors calendrier                  |  |                                  |
| 2023  |       | WTA 500                   |                           |                           |                             |                              |                             | 1er tour (1/32) M. Keys      | 2e tour (1/16) Zheng Q.           |                                  |  |                                  |
| 2024  |       |                           |                           | 1er tour (1/64) N. Hibino | 1er tour (1/64) D. Shnaider |                              |                             |                              |                                   |                                  |  |                                  |
| 2025  |       |                           |                           |                           |                             |                              |                             |                              | 1re tour (1/64) J. Bouzas Maneiro |                                  |  |                                  |

Sous le résultat, l’ultime adversaire.
1. 1 2   Les tournois de Doha et Dubaï alternent le statut de tournoi WTA 1000 (ex Premier 5) entre 2009 et 2023 : les trois premières éditions ont lieu à Dubaï, les trois suivantes à Doha, puis Dubaï accueille le tournoi de cette catégorie les années impaires et Dubaï les années paires. De 2011 à 2023, la ville qui n’accueille pas de WTA 1000 organise à la place un tournoi WTA 500 (ex Premier).
2. 1 2 3 4 5 6 7 8   L’ordre de déroulement des tournois a évolué depuis 2009 : Rome se dispute avant Madrid et Cincinnati avant Montréal/Toronto jusqu’en 2010, tandis que Tokyo (2009-2013)-Wuhan (2014-2019, 2024-)-Guadalajara (2022-2023) ont lieu avant Pékin jusqu’en 2023.
3. 1 2 3 4 5 6 7 8  Du fait de la pandémie de Covid-19, les tournois d’Indian Wells, de Miami, de Madrid, du Canada, de Wuhan et de Pékin sont annulés en 2020. Ces deux derniers le sont également en 2021. Pour des raisons d’organisation, le tournoi de Cincinnati 2020 a exceptionnellement lieu à Flushing Meadows à New York.
4. ↑  Le 1er décembre 2021, le président de la WTA, Steve Simon, annonce que tous les tournois prévus en Chine et à Hong Kong sont suspendus à partir de 2022, en raison de préoccupations concernant la sécurité et le bien-être de la joueuse de tennis chinoise Peng Shuai après ses allégations de relations sexuelles non-consenties avec Zhang Gaoli, membre de haut rang du Parti communiste chinois. Le tournoi de Pékin revient en 2023. Le tournoi de Guadalajara remplace celui de Wuhan pendant deux ans, ce dernier réapparaissant en 2024.

## Parcours aux Masters

### En simple dames
| # | Date       | Nom de l'édition                              | ($)       | Surface         | Résultat   | Ultime(s) adversaire(s) | Score          |          |
| - | ---------- | --------------------------------------------- | --------- | --------------- | ---------- | ----------------------- | -------------- | -------- |
| 1 | 15/11/1999 | Chase Championships New York                  | 2 000 000 | Moquette (int.) | 1/2 finale | Martina Hingis          | 6-4, 7-6       | Parcours |
| 2 | 04/11/2002 | Home Depot Championships Los Angeles          | 3 000 000 | Dur (int.)      | 1/2 finale | Kim Clijsters           | 5-0, ab.       | Parcours |
| 3 | 04/11/2008 | Sony Ericsson Championships Doha              | 4 450 000 | Dur (ext.)      | Victoire   | Vera Zvonareva          | 6-75, 6-0, 6-2 | Parcours |
| 4 | 27/10/2009 | Sony Ericsson Championships Doha              | 4 550 000 | Dur (ext.)      | Finale     | Serena Williams         | 6-2, 7-64      | Parcours |
| 5 | 22/10/2017 | BNP Paribas WTA Finals by SC Global Singapour | 7 000 000 | Dur (int.)      | Finale     | Caroline Wozniacki      | 6-4, 6-4       | Parcours |

### En double dames
| # | Date       | Nom de l'édition                 | ($)       | Surface    | Résultat   | Partenaire      | Ultimes adversaires                  | Score          |          |
| - | ---------- | -------------------------------- | --------- | ---------- | ---------- | --------------- | ------------------------------------ | -------------- | -------- |
| 1 | 27/10/2009 | Sony Ericsson Championships Doha | 4 550 000 | Dur (ext.) | 1/2 finale | Serena Williams | Nuria Llagostera María José Martínez | 2-6, 6-4, 10-8 | Parcours |

## Parcours aux Jeux olympiques

### En simple dames
| # | Date       | Nom de l'olympiade                  | Surface      | Résultat        | Ultime adversaire | Score          |          |
| - | ---------- | ----------------------------------- | ------------ | --------------- | ----------------- | -------------- | -------- |
| 1 | 19/09/2000 | Olympic Tennis Event Sydney         | Dur (ext.)   | Or              | Elena Dementieva  | 6-2, 6-4       | Parcours |
| 2 | 15/08/2004 | Olympic Tennis Event Athènes        | Dur (ext.)   | 3e tour (1/8)   | Mary Pierce       | 6-4, 6-4       | Parcours |
| 3 | 11/08/2008 | Olympic Tennis Event Pékin          | Dur (ext.)   | 1/4 de finale   | Li Na             | 7-5, 7-5       | Parcours |
| 4 | 28/07/2012 | Olympic Tennis Event Wimbledon      | Gazon (ext.) | 3e tour (1/8)   | Angelique Kerber  | 7-65, 7-65     | Parcours |
| 5 | 06/08/2016 | Olympic Tennis Event Rio de Janeiro | Dur (ext.)   | 1er tour (1/32) | Kirsten Flipkens  | 4-6, 6-3, 7-65 | Parcours |

### En double dames
| # | Date       | Nom de l'olympiade                  | Surface      | Résultat        | Partenaire      | Ultimes adversaires                    | Score         |          |
| - | ---------- | ----------------------------------- | ------------ | --------------- | --------------- | -------------------------------------- | ------------- | -------- |
| 1 | 19/09/2000 | Olympic Tennis Event Sydney         | Dur (ext.)   | Or              | Serena Williams | Kristie Boogert · Miriam Oremans       | 6-1, 6-1      | Parcours |
| 2 | 15/08/2004 | Olympic Tennis Event Athènes        | Dur (ext.)   | 1er tour (1/16) | Chanda Rubin    | Li Ting Sun Tiantian                   | 7-5, 1-6, 6-3 | Parcours |
| 3 | 11/08/2008 | Olympic Tennis Event Pékin          | Dur (ext.)   | Or              | Serena Williams | Anabel Medina · Virginia Ruano Pascual | 6-2, 6-0      | Parcours |
| 4 | 28/07/2012 | Olympic Tennis Event Wimbledon      | Gazon (ext.) | Or              | Serena Williams | Andrea Hlaváčková · Lucie Hradecká     | 6-4, 6-4      | Parcours |
| 5 | 06/08/2016 | Olympic Tennis Event Rio de Janeiro | Dur (ext.)   | 1er tour (1/16) | Serena Williams | Lucie Šafářová Barbora Strýcová        | 6-3, 6-4      | Parcours |

### En double mixte
| # | Date       | Nom de l'olympiade                  | Surface    | Résultat | Partenaire | Ultimes adversaires               | Score             |          |
| - | ---------- | ----------------------------------- | ---------- | -------- | ---------- | --------------------------------- | ----------------- | -------- |
| 1 | 06/08/2016 | Olympic Tennis Event Rio de Janeiro | Dur (ext.) | Argent   | Rajeev Ram | Bethanie Mattek-Sands · Jack Sock | 63-7, 6-1, [10-7] | Parcours |

## Classements WTA en fin de saison
| Année          | 1995 | 1996 | 1997 | 1998 | 1999 | 2000 | 2001 | 2002 | 2003 | 2004 | 2005 | 2006 | 2007 | 2008 | 2009 | 2010 | 2011 | 2012 | 2013 | 2014 | 2015 | 2016 | 2017 | 2018 | 2019 | 2020 | 2021 | 2022 | 2023 |
| Rang en simple | 204  | 216  | 22   | 5    | 3    | 3    | 3    | 2    | 11   | 9    | 10   | 48   | 8    | 6    | 6    | 5    | 103  | 24   | 49   | 19   | 7    | 17   | 5    | 38   | 53   | 78   | 313  | 1010 | 407  |
| Rang en double | –    | –    | 121  | 36   | 10   | 54   | 54   | –    | –    | –    | –    | –    | –    | 23   | 3    | 11   | –    | 31   | 63   | 133  | –    | 30   | –    | 201  | –    | –    | 1384 | 1327 | –    |

Source : (en) Classements de Venus Williams sur le site officiel de la Fédération internationale de tennis

### Périodes au rang de numéro un mondiale
| # | Précédée par      | Dates                   | Suivie par        | Nombre de semaines | Cumul |
| - | ----------------- | ----------------------- | ----------------- | ------------------ | ----- |
| 1 | Jennifer Capriati | 25/02/2002 - 17/03/2002 | Jennifer Capriati | 3                  | 3     |
| 2 | Jennifer Capriati | 22/04/2002 - 19/05/2002 | Jennifer Capriati | 4                  | 7     |
| 3 | Jennifer Capriati | 10/06/2002 - 07/07/2002 | Serena Williams   | 4                  | 11    |

| # | Précédée par | Dates                   | Suivie par   | Nombre de semaines | Cumul |
| - | ------------ | ----------------------- | ------------ | ------------------ | ----- |
| 1 | Liezel Huber | 07/06/2010 - 01/08/2010 | Liezel Huber | 8                  | 8     |

## Records et statistiques

### Confrontations avec ses principales adversaires
Confrontations lors des différents tournois WTA avec ses principales adversaires (7 confrontations minimum et avoir été membre du top 10). Classement par pourcentage de victoires. Situation au 20 janvier 2020 :

### Victoires sur le Top 10
Toutes ses victoires sur des joueuses classées dans le top 10 de la WTA lors de la rencontre.

### Records
- Record (hommes et femmes confondus) du plus grand nombre de participations dans les tableaux principaux des tournois du Grand Chelem en simple avant et après l'ère Open avec 85 participations en carrière (série en cours)
- Record du plus grand nombre de participations au tableau principal de Roland Garros en simple avec 22 participations entre 1997 et 2019, devant François Jauffret et Fabrice Santoro avec 20 participations chacun
- Record du plus grand intervalle entre la première et la dernière finale disputée à Wimbledon soit 17 ans (entre 2000 et 2017)
- Record de médailles d'or Olympiques remportées (4), ex aequo avec Serena Williams et record du nombre de médailles tous métaux confondus (5), ex aequo avec Kathleen McKane Godfree
- Seule joueuse de tennis (hommes et femmes confondus) à avoir remporté au moins une médaille lors de quatre différentes Olympiades (Sydney 2000, Pékin 2008, Londres 2012 et Rio 2016)
- Grand Chelem en carrière avec Serena Williams en double dames complété par la victoire à l'Open d'Australie 2001
- Invaincue en double dames (avec Serena Williams) en finale de Grand Chelem (14 finales remportées)
- Vainqueur de la finale du simple dames 2005 la plus longue de l'histoire de Wimbledon contre Lindsay Davenport en 2 heures et 45 minutes (4–6, 7–6(7–4), 9–7)
- 1re joueuse noire à occuper la place de numéro 1 mondiale en février 2002 depuis l'instauration du classement informatique en 1975
- 1re joueuse noire à remporter Wimbledon en 2000 depuis Althea Gibson en 1957
- 1re joueuse non tête de série de l'histoire à atteindre la finale de l'US Open en 1997
- 2e service le plus rapide jamais enregistré sur le circuit féminin (207,6 km/h à l'US Open 2007). Le record a été battu par Sabine Lisicki avec un service à 210,8 km/h au tournoi de Stanford 2014
- 3e joueuse de l'ère Open, ex aequo avec Lindsay Davenport, comptabilisant le plus de victoires face à la numéro 1 mondiale en exercice (15 victoires)
- 4e joueuse de l'ère Open la plus titrée en simple dames à Wimbledon avec 5 titres
- 4e joueuse de l'ère Open la plus titrée en double dames en Grand Chelem avec 14 titres, ex aequo avec Serena Williams
- 5e joueuse de l'ère Open ayant disputé le plus de demi-finales de Grand Chelem en simple dames avec 23 participations
- 5e joueuse de l'ère Open ayant disputé le plus de quarts de finale de Grand Chelem en simple dames avec 40 participations
- 6e joueuse de l'ère Open ayant atteint le plus de finales de Grand Chelem en simple dames avec 16 finales
- 8e joueuse de l'ère Open la plus titrée en simple en Grand Chelem avec 7 titres, ex aequo avec Justine Henin et Evonne Goolagong
- 9e joueuse de l'ère Open la plus titrée en simple sur le circuit WTA avec 49 titres

## Au cinéma
- La Méthode Williams (2021), film de Reinaldo Marcus Green ; interprétée par Saniyya Sidney.

### Filmographie
- Sonia Dauger, Venus & Serena. Ces icônes que l'Amérique ne voulait pas voir, France, 2023, 52 minutes (Arte).